# クイズ!ヘキサゴンIIのコーナー一覧
『クイズ!ヘキサゴンIIのコーナー一覧』（クイズ ヘキサゴンツーのコーナーいちらん）では、フジテレビ系列で放送されていたバラエティ番組『クイズ!ヘキサゴン 今夜はクイズパレード!!』及び『クイズ!ヘキサゴンII』で行われたコーナーについて解説する。
なお、番組中でのクイズの解説には、レゴブロックの人形に似たCG映像が使用されているが、2010年下半期あたりからはごく普通のアニメーションになっていた。

## レギュラー放送で行われていたクイズ

### 問題文の続きと正解を当てよう 早押し!大正解クイズ
ルール
各チーム3人が早押しクイズに参戦。紳助がクイズを作成。問題の最初に問題文が読まれるが、解答者がボタンを押さなくても問題文が読まれるのは途中まで。解答チームは問題の続きを予想して、問題文の続きとその解答を当てる。問題文が当たっても解答が間違っていれば不正解。2005年7月6日放送分から問題文の予想が違ってもその答えが合っている場合は「確かに」というボイス付きのブザーが鳴る。正解すると10点で全部で5問出題。
実施時期
2005年6月15日放送分から実施。2005年11月9日放送分で終了。
備考
以前紳助が司会をしていた『特捜!芸能ポリスくん』でも同じ出題形式のものがあった。
途中から、正解などのテロップの横に紳助のキャラクターが表示されるようになった。「正解」の場合は笑顔で丸を作り、「不正解」の場合は怒った表情でバッテンを作る。「確かに」の場合は困った表情で首をかしげる。

### もちろんクイズ
ルール
各チームから事前に1人代表者を選出し、「○○といえばもちろん…?」というクイズにチーム全員が解答する。問題は1チームにつき2-3問出題され、問題は3問共変わる。代表者以外の残りのチームメンバーとリーダーや代表者の答えが合致していれば得点を獲得できる。現時点での獲得点数が少ないチームから1チームずつ解答する。
実施時期
初登場は2005年7月6日放送分。2007年8月29日放送分で終了。
過去の形式
- - 当初は1チームにつき3問出題され、問題ごとにリーダーと同じ答えを書いたメンバーは「CLEAR」となり抜けていき、3問中何問目で5人全員が抜けたかによって獲得する得点が異なるというルールだった。1問目で全員CLEARすると50点・2問目で30点・3問目で10点獲得。3問目は必ず2択問題であり、3問終わった時点で抜けられなかったメンバーが1人でもいると0点となる。
  - 2005年11月16日放送分以降は、1チームに出題される問題数が3問から2問に変更。CLEARで正解者が抜ける制度が廃止され、2問共全員が参加するようになった。得点も「リーダーと同じ解答になったメンバー数×10点獲得」という方法に変わった。
  - 2006年5月10日放送分からはリーダー制が無くなり、1問目と2問目の代表者が入れ替わるようになった。
  - 2007年2月28日放送分から、得点が「代表者と同じ答えを書いたメンバー数×20点」に変更された。さらに、問題数も各チーム2問から1問に変わり、基本的にペーパーテスト最下位の解答者が代表者になった。
  - 2007年6月13日放送分では「陣内智則さん御結婚おめでとうSP!もちろんクイズ」と題して、全チームのチャレンジの代表者が陣内智則になった。
  - 初登場の回のみ、「チャレンジステージ 賞金チャレンジ・もちろんクイズ」として、優勝チーム限定で実施された。ルールは通常と同じだが、チームには得点ではなく賞金額が賭けられた。1問目で5人全員クリアすると120万円、2問目で60万円、3問目で30万円獲得できるルールだった。3問中に5人抜けなければ視聴者にウィーン金貨のプレゼントとなった。

備考
- - 初期は「缶詰めといえばもちろん?」などという一般的な質問だったが、回を重ねるうちに問題の内容が芸能人のプライベート・恋愛・金銭感覚に関わるような際どい物が多くなった。例として「神様旅行社から、○○（回答者の憧れの人物）と行く沖縄旅行の旅が売りにだされました。いくらの金額で買う？」や「出演者の中で付き合ってもいい人物(または、絶対に付き合いたくない人物)は誰？」しまいには「ぶっちゃけのギャラ」など。そのため、「問題作成者は司会者の紳助なのでは?」という疑惑がたびたび出るようになり、2006年5月24日放送分から正式に「司会者・紳助が問題を作成」と発表されるようになった。
  - 初期は回答席のモニターに重ねる形で、CGで回答を表示していた。
  - 2007年3月28日放送の3時間スペシャルからは初期の一般的な質問に戻ったが、一応紳助が考えているという扱いになっていた。

### 行列早抜け!リレークイズ
ルール
各チームが予選ペーパーテストの上位から順に並び、早押しクイズをリレー形式で答える。アンカー解答者が先に正解したチームが勝ち抜け。1位抜けチームは100点・2位抜けチームは50点獲得。原則として解答権は1人1問につき1回のみ。問題のレベルは、後半になるほど徐々に下がっていく。
実施時期
2005年6月15日放送分（『クイズ!ヘキサゴン 今夜はクイズパレード!!』の初回）から実施。
備考
- - このクイズは2011年6月29日放送分に後述の「ご指名!タイマンクイズ」がレギュラー放送でも開始されるまで、後述のスペシャル放送の番外編を除き毎回行われており、必ず最後に行われていた[注 3]。その後、タイマンクイズと隔週交代で行われたが、9月7日放送分以降は再び最終コーナーに固定されるようになった。
  - 当初は問題を読んでいる間のみ回答者名と順位がCGで表示されていたが、順位プレートに名前が貼られるようになってからは表示されなくなった。
  - このクイズ独自のルールとして、各チームのアンカー解答者は、紳助が「問題」とコールした後、出題者が問題を読み上げる前に「ヘキサゴン」とコールしないと、正解しても勝ち抜けることができない[注 4]。この「ヘキサゴン」コールを忘れて、正解しても勝ち抜けできなかった解答者がいる。逆に、他のチームのアンカー解答者の「ヘキサゴン」コールに釣られて、アンカー解答者でもないのに「ヘキサゴン」コールをした人物もいたが[注 5]、この場合のペナルティは特に無い。
  - このクイズを終了した時点で、1位または最下位のチームが複数あった場合は、その各チームのアンカー解答者[注 6] により「サドンデス」の延長戦を行って優勝・最下位チームが決定される。過去に優勝決定サドンデスは17回、最下位決定サドンデスは3回行われている。
  - このクイズの開始時に、「このクイズで勝ったチームが優勝or最下位」、「○○チームが1位抜けしても、××チームが2位抜けしたら××チーム優勝or最下位」などと各チームの優勝・最下位条件が確認される。
  - このクイズではチームの得点差が開いた場合、2位以下のチームに優勝の可能性を残すために、このクイズの得点を調整をする場合がある。
  - このクイズで出題される問題は「Aランク」「Bランク」「Cランク」「Dランク」の4ランクに分かれている。Aランクは最新の時事問題や普通の大人でも正解しにくい問題が多い。逆に「Dランク」は、番組内では「小学校3年生レベル」となっているため滅多に登場せず、最下位争いで詰まったときに登場する。
  - 「居残り復習クイズ」として、その回に出題された問題がもう1度出題されることがある。このようにもう一度同じ問題を出題する際司会の紳助は、例えば「Aランクの1問目の問題」を出題する時は「A-1の問題」というようにコールする。
  - 既に早抜けした解答者が、解答者に正解やヒントを教える不正行為があるともう一回解答席に戻されるペナルティが課される[注 7][注 8]。
  - ハイビジョン製作開始当初地上デジタル放送では、常に画面左側にアシスタントが映り込んでいたが、2008年6月頃から一時的にサイドパネルで隠されるようになる。その後アシスタントの立ち位置が画面外に変更され、再びサイドパネルは表示されなくなった。
  - 答えきれそうにない問題が出た時、たまに紳助が先に答えを言って問題をとばすことがあった。また、問題が読み終わって回答者が誰も正解が分かっていない際、紳助がヒントを出そうとして、うっかり回答を言ってしまったことがある。

### 3つのヒントクイズ
ルール
点数が少ないチームから順に1チームずつ解答。リーダーは「ヘ」「キ」「サ」「ゴ」「ン」「!」のパネルから1枚めくりお題を選ぶ。リーダー以外の5人がモニタに移されるお題をみて、それに関連する1単語のヒントをそれぞれ考える。ただし、NGワードがあり、「正解の一部が含まれる言葉」「企業名・商品名」「お題の言葉またはお題の言葉の一部を含む言葉を他の言語に翻訳したもの」「複合語（例：フリーダイヤル=フリー+ダイヤル）」「次につく言葉が確実に連想される言葉」のようなNGワードを書いたパネラーを指名しても見ることが出来ず解答しなければならない。リーダーはヒントを見る人3人を先に決め、その中から1人ずつ選んでヒントを見ることが出来る。また、次に指名した人が以前開いた人と同じヒントを書いた場合も新たに指名しなおすことは出来ずに解答しなければならない。1人目のヒントで正解すると50点、2人目のヒントで正解すると30点、3人目のヒントで正解すると10点。不正解は0点。解答権は1ヒントで1回のみ。
実施時期
2005年の6月15日放送から7月6日放送分まで、3回実施。

### 気になる言葉をお勉強! 予習・復習クイズ
ルール
最初に18人全員で、今知っておきたい「気になる言葉」についての予習VTRを見る。その後、各チームからルーレットで代表者2名を選出。リニューアル前の「ヘキサゴン常識チェック!60秒クイズ」と同じ形式で6問の復習問題を解答する。ただし「60秒クイズ」と違い、1問の解答時間は15秒。1問正解に付き10点。2人が全問正解すると120点となる。VTR中に重要と書いてある部分だけでなく、細かい数値や名称などもチェックしておくと高得点となる。
実施時期
2005年の6月29日、8月31日放送分と10月12日放送「女だらけの2時間SP」の3回実施。

### クイズ ナイスキャッチ
ルール
チームの代表者がキャッチャー姿に着替え、ピッチングマシンからのボールを捕球できればクイズに挑戦ができる。速度は「70km/h」「100km/h」「140km/h」から選択できる。なお、8月24日放送分では、ボールの最高速度は130km/hだった。速度が遅いボールを捕球できれば難しい問題、速いボールは簡単な問題となる（紳助曰く「140km/hなら『信号で渡っていい色は?』で、70km/hなら『信号を発明したのは誰?』ぐらいになる」）。正解すると20点獲得。8月24日放送分では代表者は1チームにつき2人で、挑戦権は1人1回だったが、8月31日放送分では代表者は1チームにつき1人で、挑戦権は1人2回だった。
実施時期
2005年の8月24日と8月31日放送分の2回実施。

### 電撃4択クイズ どっちカニ〜!?
ルール
各チームが「リレークイズ」とは逆に、予選ペーパーテストの成績下位順に階段席に並び、回答者はその前の解答席に座って、手首にカニを象ったクリップをつけ、「A」と「B」の2つのテーマについての問題について、正解は「Aのみ」「Bのみ」「両方○」「どちらでもない」の4択で答える。正解すれば次のチームメイトにバトンタッチできるが、不正解だと「カニの天罰」と称した電気ショックに加え、炭酸ガスが不正解者だけでなく後方のチームメイトにも噴射される。チームメイト全員が正解すれば勝ち抜けとなり、1位勝利チームは100点・2位勝利チームには60点の得点が与えられる。「カニの天罰」の電気ショックは、女性は手首のクリップのみに電流が流れるが、男性にはクリップに加え解答席の座面にも電流が流れる。
出題される問題は同じAとBのテーマが1-3問出題される。
2011年9月28日放送分（最終回）では「A」「B」「C」のシンプルな3択問題が出題された。この時は「リレークイズ」と同様、通常の成績順で行われた。
実施時期
初登場は2005年10月12日放送「お引越し記念・クイズパレード女だらけの2時間SP」。2007年2月21日放送分で終了。
備考
初登場当時は電気ショックの天罰がなかったため、タイトルは「行列恥かきクイズ どっちカニ〜!?」だった。電気ショックの天罰が追加されたのは2005年11月16日放送分「芸人vs新旧アイドル2時間スペシャル」で行われた2回目から。

### 日本列島（吹き矢）クイズの旅 この人だ〜れ?
ルール
紳助が日本地図に吹き矢を吹き、その吹き矢が当たった場所にあらかじめ依頼された出演者2人が旅人として出かけ、それぞれの旅人が別々にそこの町の人へ問題を出題していく。町の人が正解できなかった場合は別の人に同じ問題を出題し続けなければならない。町の人が正解したら次の人から次の問題を出題することができる。問題は全部で3問で、内容は出場者（有名人）のフルネームを当てるもの。それぞれのチームは、3つの問題を正解させるまでに要した総人数が最も少ない旅人を予想する。正解得点は30点（初回のみ旅人3人。1位得点には50点、2位には30点、3位には10点）。
実施時期
初登場は2006年3月8日放送分。2007年1月24日放送分で終了。
備考
- - 初回の1問目のみ人名当てクイズではなく、普通のクイズ問題だった。
  - このコーナーは、裏番組の日本テレビ『1億人の大質問!?笑ってコラえて!』の「日本列島ダーツの旅」のパクリを公言していて、吹き矢を吹く際の紳助の服装も所ジョージに似せていたが、日本テレビから実際にクレームがあったため、2006年5月10日以降は吹き矢の廃止とコーナー名の変更を行い、行き先はスタッフが予め決めるようになった。因みに、紳助は過去に「ダーツの旅」のゲストとしてダーツの矢を投げたことがある。
  - 誰かに正解してもらえるまで終われないため、あまりにも長引いた場合は泊りがけとなる（出題した人の家に泊めてもらう）ケースもあった。
  - 主に最終問題で、旅人自身の名前が問題になる場合があった。2006年12月27日のスペシャルでは特別編としてこれまで特に多くの人が間違えたルー大柴と西川のりおが旅人となり、どちらが自分の名前をより多くの人に正解してもらえるのかを競った。
  - この後に『一攫千金!日本ルー列島』内の「超有名人が行く!全国自分で知名度調査」において、このコーナーに類似した企画が行われていた。
  - 2011年9月28日の最終回では「日本列島ギャグの旅 僕のギャグはな〜に?」として復活。小島の「そんなの関係ねぇ」と岡田の「閉店ガラガラ」のどちらが30人の町の人のうちどれだけ多くの人に知られているかを予想する。予想が的中したチームは30点加算。

### クイズ!街角恋人選び
ルール
芸能人であるAさんとBさんに恋人予想候補になってもらい、2つの場所で街行く女性に一方はAさんを含む6人の芸能人、もう一方はBさんを含む6人の芸能人から恋人にしたい人を選んでもらい、各チームはAさんとBさんのどちらが先に恋人に選ばれるかを予想してもらう。インタビューする女性は各場所で50人ずつ。恋人候補者の2人はインタビューのそばの車内でモニタリングをしていて、インタビュー後にドッキリで候補者本人が女性と対面する。8月2日に行われた「クイズ!恋人にしたくないのは誰?」では、上記とは逆に3つの場所で街行く女性に芸能界のブサイク芸人6人の中から恋人にしたくない人を選んでもらうもの。各チームは6人の中で誰が一番票数を獲得するかを予想してもらう。予想が的中したチームが30点獲得。
実施時期
2006年の6月28日放送分から7月19日放送分まで、3回実施。

### 相手が書かない答えでシュート PKクイズ
ルール
事前に1チームが「攻撃チーム」、それ以外のチームが「守備チーム」に分かれる。正解が複数ある問題に対し、攻撃チームは守備チームが書きそうにない答えを、逆に守備チームは攻撃チームが書きそうな答えを1人1個解答する。攻撃チームのメンバーの答えを1人ずつ順番に（複数の解答者が同じ答えを書いていた場合は同時に）開けていき（「シュート」）、守備チームの解答と被っていなければ「GOAL」となり、攻撃チームはGOALした人1人につき10点獲得できるが、守備チームの中に同じ答えがあった場合は「シュート失敗」となり獲得得点はなしとなる。攻撃チームで書いた解答がテーマに当てはまらなかったり、誤字脱字であった場合は不正解となり、シュートできない。攻撃チーム6人の全員シュート成功の場合、ボーナス100点が獲得できる。
実施時期
初登場は2006年12月27日放送の「スーパークイズパレード2時間半SP」で、レギュラー放送での初登場は2007年1月17日放送分。2008年3月26日放送分で終了。
過去の形式
- - 当初、テーマは「1」-「9」の番号の中から、各チーム予選ペーパーテスト成績最上位の解答者が番号を1つ選択するシステムであったが、回を重ねるにうちに選択番号が「1」-「3」に変更され、やがて「日本人」「スポーツ」など問題テーマのジャンルが表示されるようになり、最後には最初から問題が表示されているようになっていた。
  - 2007年5月2日放送分から（2007年5月9日放送分を除く）、シュートを止めた守備チームのメンバー1人につき10点が加算されるルールが追加された。
  - 2007年7月11日放送分からシンキングタイム後に発表された紳助が答えた解答がNGワードとなり、NGワードを書いた人は攻撃・守備チーム関係なく得点が10点減点される。NGワードは正解の中から選ばれるため、紳助の考えた答えが不正解の場合、書き直しができる。

備考
- - 当初のタイトルは「PKクイズ ナイスシュート」であった。2007年2月7日放送分からタイトルが現在の「相手が書かない答えでシュート PKクイズ」に変更された。
  - 初期はフリップに回答を書いていたが、2007年3月28日放送分の3時間スペシャル以降は、解答がモニター式になり、赤を基調とした背景に電飾が付いて華やかなセットになるなど、クイズのセットが大きくリニューアルされた。
  - サッカーを模したクイズということに因んで、ルール説明時のBGMは「FIFA Anthem」のアレンジ、問題テーマ発表時に流れるBGMは、かつてテレビ東京系列で放送されていたサッカー漫画『キャプテン翼』の「燃えてヒーロー」が使用されている。また、シンキングタイムでは「WE ARE THE CHAMP 〜THE NAME OF THE GAME〜」が使用されている（ただし、シンキングタイムは編集でカットされることが多かった）。
  - 2008年2月6日放送分では攻撃のチーム全員がNGワードに引っかかってしまうハプニングが発生した。この時の6人（矢部、岡田、田山涼成、安田、スザンヌ、たいぞう）のチームは第1ステージのアナウンスクイズで成績が極端に悪かったため、紳助から特別に「6人全員相談して同じ解答を書いて良い」というハンデを設けられたが、結果的にこのハンデが裏目に出る展開となった。

### ちゃんと出題できるかな!? アナウンスクイズ
ルール
制限時間内に各チームの予選ペーパーテスト成績最下位者が問題文を読んで出題。ただし問題文の漢字や英単語には振り仮名が振られていないため、漢字や英単語（まれに数学記号等（Σ、√、累乗など）を読ませる場合もある。ワ行の「ゐ（い）」、「ゑ（え）」を読ませることもあった）を正しく読めるかが勝負の決め手となる。残りのメンバーは出題者が問題文を読み終えた後、早押しで解答する。解答者はどうしても正解が導き出せない場合はパスすることが出来る。1問正解につき10点獲得。
2007年4月11日放送分からパスは1チームにつき3回までと制限された。使い切るとこれ以上パスできない。
実施時期
初登場は2006年9月13日放送分の「秋の爆笑ノンストップ3時間スペシャル」で、レギュラー放送での初登場は2007年2月28日放送分。
備考
- - 上記のように出題者が問題を完全に読めることが少ないため、前述の「問題文の続きと正解を当てよう 早押し!大正解クイズ!!」と同じく、問題文を推測して解答を導き出すクイズとなる。なお、解答者側が問題文の正しい読み方を他の解答者に聞こえるように発したりして、正解を導き出してよい。
  - クイズで出される問題のパターンとして「問題文の中に正解が含まれている問題」、「問題文の中から計算などで正解を導き出す問題」、「正解を知っていないと解答出来ない問題」がある。なお、問題文の中に正解が含まれている問題（『〇〇と〇〇、△△なのは？』）のような問題に関しては、問題文中にある単語そのままの形で答えないと正解にならない。
  - 歴史上の人物名も出題されることが多い。
  - 各チーム問題終了後には「問題文おさらい」として出題者が読んだ問題文の一部（全て正しく読めていた場合などはおさらいしない）を読み直し、中村仁美が正解を教えるというコーナーが行われる。
  - 当初は視聴者には問題文が最初から全て公開されていたが、2007年5月16日放送分以降は初めは漢字や英単語の部分が隠されるようになった。正解するかパスする直前に表示される。
  - 読み間違いが放送禁止用語だった場合、出題者の読みが表示される部分に???と表示され、出題者の口の部分に?とかかれたモザイクが表示される。
  - 誰でも答えていいわけではなく早押しで解答権を得る形式であるため、解答が分かっていないにもかかわらずボタンを押す解答者（特に成績下位）がいる場合に著しいタイムロスをすることも少なくなかった。ただし、読み間違いや勘違いが重なり、結果的に正しい答えになる奇跡が起きたケースもある。また稀にではあるが、出題者が問題文をほぼ正しく読んだにも拘わらず、解答者側が成績上位の者を含め、誰も正解出来なかったこともあった。
  - 2010年3月31日放送分のラサール石井の出題を含め、全ての問題文を完璧に読めた出題者は一人もいない。
  - このコーナーの最低記録は、元木大介が出題者だった際の10P（1問正解）のみ。

### 脳解明クイズ!
ルール
ルールは2つの形式からなる。
- - 各チームの予選テスト下位2名の計6名が小学校〜中学校レベルの時事問題3ヶ所の穴埋めに挑戦。1ヶ所正解につき10点獲得。
  - 各チームの予選テスト下位2名の計6名が小学校レベルの計算問題にフリップで解答する。解答者席にはお互いの解答が見えないように仕切りが設けられ、解答者はお互いの会話が聞き取れないようにヘッドホンを装着する。シンキングタイムの前には「質問コーナー」が設けられ、解答者は出題された問題について、司会の紳助に質問することが出来る。その際、質問者のみヘッドホンを外して質問することが許され、他の5人はヘッドホンを着用しているので質問も質問の答えも聞こえない。計算式と答えが両方正解なら30点獲得、答えのみ正解なら10点獲得となる。ただし、計算式を正解出来ても答えが不正解、もしくは勘だけで正解を書いて式が出来ていない場合は得点獲得はない。また、場合によっては不正解でもケアレスミスや誤字などで「おまけ」で得点が獲得出来る。

実施時期
初登場は2007年4月25日放送分。
過去の形式
- - 初登場の2007年4月25日放送分のみ、各チームの予選テスト最下位解答者の3名のみが参加。1人ずつ巨大な電卓を使って、「1800円の2割引きはいくらでしょう?」という問題を解いていった。得点は1回の電卓使用で正解できれば50点、2回以上使った場合は50点から減点されていくというルールだった。また、他の者が解答している際に残る解答者はお互いの計算方法が見えないようにスタジオに作られた、密閉された待合室で待機していた。
  - 各チームの予選テスト下位2名の計6名がある1つのテーマを題材にした穴埋めクイズ4問が出題され、1問正解で10点獲得、全問正解なら豪華賞品がもらえる。4問中3問正解しても商品がもらえる。ただし出演者が賞品獲得しなかった場合、豪華商品は視聴者にプレゼントとなる[注 13]。

備考
- - 問題自体は簡単な算数の文章題であるが、解法に関係のない数字や裏設定などが文中にちりばめられている。そのため、出題後の「質問コーナー」とも絡めて、この設定に解答者がどう引っかかるかも見所となっている。
  - 答え合わせをした後でも問題が解らない回答者が居る場合は、紳助、ラサール、小島、かつてこのコーナーの常連解答者だったつるのが「先生」となって、問題解説をする時がある。
  - コーナー最初のCM明けの問題説明で流れる音楽は『ママとあそぼう!ピンポンパン』の番組内で歌われた「ピンポンパン体操」で、「質問コーナー」で流れる音楽はイエロー・マジック・オーケストラ（YMO）のファイアークラッカー。
  - 2010年8月18日放送分より、クイズが終了した後に清水雅博によるクイズのテーマに沿った講義が行われるようになった。タイトルは「学校では教えてくれない学べるニュース解説」。

### おバカさん一斉アクションクイズ
ルール
予選ペーパークイズの各チームの成績最下位者が解答者となり、各チームのパートナーがプールの上に立つ。「…をしてください」という形式の問題が出題され、解答者はそれぞれ指示に従い、解答ブースに用意されているものだけを用いて、アクションを行う。なお、指示されるアクションは全て1人ででき、特別な技術や体力が必要なく、用意された道具以外のモノが必要なことは一切ない。解答者の間には仕切りがあり、お互いのアクションは見られない。指示通りのアクションができれば正解。3問不正解 で失格となり、パートナーがプールに落とされる。失格したチームから3位・2位・1位となり、残っている全チームが同時に落ちた場合は、再度プール上に上がり、決着がつくまで続行する。1位チームが50点、2位チームが30点、3位チームが10点を獲得する。
実施時期
初登場は2008年1月2日放送分の「新春3時間スペシャル」で、レギュラー放送での初登場は2008年1月16日放送分。2008年5月7日放送分で終了。
備考
- - 失格となったチームのパートナーをプールに落とす際には、後述の「ドボンクイズ」の時間切れなどの時と同様、紳助が右手を挙げることになっている。機械は番組スタッフが手動で操作しているため、1度だけスタッフの判断ミスにより、紳助がフェイントで左手を挙げたのに落としてしまうハプニングがあった。
  - ルール説明の際に流れる音楽は『できるかな』のメインテーマ曲。
  - 初回の1月2日放送の2時間スペシャルのみ、成績下位2名の計6人で挑戦し、その後2問先取で3人が勝ち抜けした後、残った3人でプール上でファイナルステージを行う。ファイナルステージでは、アクションを1問でも間違うと、プールに落下して脱落。最後の1名が決まるまで行うため、残りの回答者が全員不正解で同時に落ちた場合、再度3人で仕切り直す。勝ち抜いた1名は奨学金5万円を得ることが出来る。
  - 3月26日のSPでは、成績下位2名の6人で行い、2人が合計6問不正解で代表者は落下となる。

### 仲間を救え!底抜けドボンクイズ!
ルール
このクイズはNHKで放送された『危険信号』をモチーフとしており、チームの1名が代表者として下にプールがある床に立ち、残りのメンバーが簡単な計算などの問題に順番に解答する。解答者は環状に走る針付きの模型列車（後述）が通り道にある風船を割らないよう、風船を守りながら解答しなければならない。正解したら次の人に交代し、2分以内で指定された問題数を正解した場合30点を獲得。交代する時は次の人にタッチしないといけない。ただしタイムオーバーになった場合や、途中で風船が割れた場合、交代していないメンバーが風船を守るなどの反則をした場合は床が開き、メンバーがプールに落とされる。
2009年7月8日に再登場したときは、『帰ってきた底抜けドボンクイズ!』として「模型列車選択制度」が導入され、「普通、高速、超高速」の中からくじ引きで選択。速い電車ほど風船を割らないように守る為の時間の間隔が短く、それによる焦りが増すので難易度が上昇する。2010年3月3日放送分からは、模型列車にフジテレビ系列で放送中のアニメ『チャギントン』のキャラクターが使用されるようになった。
模型列車速度
「普通」
クイズ初登場時からある標準の速度で、1周あたり約20秒。模型列車は当初が赤い車体の蒸気機関車、2010年3月3日放送分からは『チャギントン』のウィルソン、同年5月19日放送分からは『チャギントン』のブルースターを使用。
「高速」
「帰ってきた」から登場。「普通」より若干速く設定されており、1週あたり約15秒。模型列車は当初が「普通」と同型の蒸気機関車、2010年3月3日放送分からは『チャギントン』のウィルソンを使用。
「超高速」
「帰ってきた」から登場。一周あたり約8秒と、3段階の列車の中で最速を誇る。模型列車は当初新幹線700系電車が使用されていたが、2010年5月19日放送分からは『チャギントン』のココを使用。

問題ジャンル
口答問題については解答テーブルでの解答のみ有効で、風船を上げに行く最中の解答は無効。ただしモニターは見えるため、考えながら風船を守ることは可能。
なお、筆記形式の問題も、書き終えた後口頭であらためて解答を読み上げないと判定がされない。この口頭読み上げも回答テーブルでのみ有効となる。
計算問題（筆記形式）→スロット計算（口頭形式）
スロットマシーンで回転している1桁〜3桁の数字をボタンで止めて計算式を決定し、口頭で回答する。基本は足し算のみであるが、引き算や3桁の問題が出題されることもある。10問正解でクリア。当初は単純な計算問題の筆記問題だった。
鏡時計（筆記形式）
アナログ時計が鏡に映った状態になっているのを見て、その時刻を解答する。10問正解でクリア。村上ショージが大の苦手としており、2008年4月23日放送分ではチームの足を引っ張ったため、補習として「自分を救え!底抜けドボンクイズ」と題してドボンセットの上で制限時間20秒で解答させられたが、全くかすることなく時間切れで水落ちとなった。
並べ替え（口頭形式）
『帰ってきた』より導入。2×4のマスの中に、ランダムに並べられた4〜6文字を並べ替えてできる単語を口頭で解答する。10問正解でクリア。
絵しりとり（筆記形式）
2008年4月30日放送分より導入。その名の通りモニターに絵を描いてしりとりで繋いでいく。ゲーム開始前に紳助が例として挙げたもの及び１文字の答えは書くことができない。描き手全員が１枚ずつ、計6枚 の絵を描き終わった後、最後に代表者が何の絵だったかを最初から答え合わせ、全てを正しく正解して初めてクリアとなる。なお、描き手の交代は次の描き手の挙手（何を描いているかわかった時点で合図できる）をもって行われ、最後の描き手の絵の絵が何かわかった時点で代表者が挙手、それをもってタイマー停止となり上記の絵の解答フェイズに進むこととなる。
模型列車選択制度導入当初も存在したが、2009年8月26日放送時に「超高速」で挑戦したチームが風船を守ることと絵を描くことの両立が困難な状態になってしまい、このチームの挑戦を見た紳助が「超高速だと絵しりとりが無理」と判断したため、廃止された。
穴埋め言葉（口頭形式）
単語の一部が開いているのでそこに何か文字を入れて普通名詞にする（例 - ヘキ□ゴン→ヘキサゴン）。固有名詞、動詞、形容詞などはNG。10問正解でクリア。模型列車選択制度導入により、廃止された。
ペア探し（筆記形式）
4×3マスの12個あるアルファベット・ひらがな等の中から同じ物が2つあるものを探し、モニターに同じ文字・記号の場所を○で囲む。10問正解でクリア。知識は全く必要としない。模型列車選択制度導入により、廃止された。
写真名前当て（口頭形式）
2008年10月1日放送分から翌年1月7日に導入。写真の人物や物の名前を、口頭で解答。1問正解1ポイント、パスをした場合はマイナス1ポイント。唯一制限時間が2分30秒と長く、時間内に10ポイントに達して、かつストップボタンを押せばクリア。ただし、ボーナス点を狙ってそのままクイズを続けても良い。時間切れになった時点で11ポイント以上だった場合は、30点に加えて10問目以降の正解数×10点のボーナス点が加算されるが、9ポイント以下だった場合は救出失敗、クリアの30点も取り消しとなる。また、ボーナスチャレンジ中に時間切れとなった場合は点数は1点引かれるため、仮に10点だった場合は9点となり、失敗になる。模型列車選択制度導入により、廃止された。

実施時期
初登場は2008年2月13日放送分。
過去の形式
初登場の2008年2月13日放送分のみ、チームメイト1名をパートナーに選んでもらい、各チームの成績最下位のみが簡単な計算問題に挑戦していた。
備考
- - 初回のみタイトルが「仲間を救え!底抜け計算クイズ」だった。2008年3月19日放送分からタイトルが現在の「仲間を救え!底抜けドボンクイズ」に変更された。
  - 風船の色は初回はチームと同じ色、2回目実施時は青色、3回目以降は水色。
  - どのように失格になったかで落とされる形が異なる。風船が割れると即刻プールへと落とされるが、それ以外[注 21]の場合は、紳助が右手を挙げて落とすようになっている。この場合、紳助が右手をなかなか挙げずに代表者をいたぶることが多い[注 22][注 23]。また、紳助の代わりにチームメンバーの1人が右手を挙げたり、チームメンバーと紳助を1人ずつ指名し、右手を挙げる当たりの役を選ぶと落とされるロシアンルーレット方式に変えたりしたこともある。さらに、代表者以外で救出失敗した原因を作った人が連帯責任として落とされることがある[注 24][注 25]。
  - 2008年10月28日の放送分で上地が筆記形式で回答する際に持っていたペンで風船を割ってしまうハプニングが発生した。これにより、『帰ってきた』からは多くのジャンルが口頭で答える形式に変更された。
  - 途中で列車が脱輪するようなハプニングがあっても、ゲームは続行となる[注 26]。
  - ルール説明時のBGMはゴダイゴの『銀河鉄道999』。問題発表時のBGMは開始当初はTHE BLUE HEARTSの『TRAIN-TRAIN』で、2010年10月27日からはチャギントンのテーマソングが使われている。
  - 基本的に代表者に選ばれるのは1人だが、2010年3月17日放送分ではスタジオの観客から代表者を決めてもらい、品川庄司の2人が代表者になった。
  - 紳助不在で行われた2011年9月7日放送分は、周囲のメンバーに「底抜けマン」と煽られる形で、全チームが（コント赤信号リーダーの）渡辺を代表者に指名。タイトルも「リーダーを救え!底抜けドボンクイズ!」に変更された[注 27]。

### 縄跳びクイズ
ルール
6人1組で行う「縄飛びクイズ」。1人ずつ大縄飛びを飛びながらクイズに答える。正解すればそのまま飛び続け、不正解なら正面から縄を抜けてチームの後ろにもう1度並ぶ。全部で2セット行い、多く飛べた方のセットがチームの得点になる。得点は誰かが引っかかった時点で飛んでいた正解者数×10点。さらに、全員正解した後『「ヘ」、「キ」、「サ」、「ゴ」、「ン」』とコールをしながら5回飛ぶとボーナスとして100点になる。知力と体力の両方が要求されるクイズ。縄を回す担当は縄☆レンジャー。
2009年9月16日放送分からは、疲れた人は抜けても良いが、その代わり人数は減らされて再挑戦するルールに変更された。
実施時期
初登場は2009年1月2日放送分。レギュラー放送での初登場は2009年1月14日放送分。
過去の形式
- - 初期のルールでは8人チームのため、8人全員正解した時点で100点が加算された。
  - 2009年10月28日放送分から2010年12月1日放送分までは7人1組。

備考
- - レギュラー化のきっかけは、このクイズでヘキサゴンメンバーの運動不足が露呈され、その状況を悲観した紳助がレギュラー化を宣言し、紳助から縄に火を灯すことも提案したが、メンバーから猛烈に反対され、実現には至らなかった。
  - 2009年5月20日放送分から、縄を通常との回転方向と逆にして、跳ぶ際はカメラのある正面を向き、縄を抜ける際は逆回転ではあるが、前と同じく正面から抜けなければならず、難易度が上がり、縄跳びが得意な解答者も、逆回しになって縄に引っかかってしまうケースが増えた。
    - またこの回では紳助が「マッスルミュージカルの縄跳びを見て感動した」ことから、回転が逆になったことを利用して、将来的に大縄の中を短縄跳びで跳ぶ形式に挑戦することが語られ、出演者にも練習を呼びかけていたが、実際にこの形式でクイズが行われた回は無かった。

  - 最後のチームが挑戦し終えた後に、縄跳びが苦手な回答者のために特訓タイムを設けることがある。
  - 抜ける際に入った方向から出るのはNG。縄を抜けるタイミングは基本的には本人次第だが、チームメートや紳助が諭す場合もある。
  - 基本的に縄は回り続けるが、飛んでいるチームのやり取りや雰囲気に流されて止まってしまう時があり、紳助が指摘して再開することがあった。
  - 正解した解答者同士で縄の中で飛ぶ位置を変更してもよい。
  - このクイズはボーナス100点が与えられるため、1チームだけ第1ステージ、第2ステージの結果次第では優勝がなくなる可能性が高くなった。
  - 記録があまりにも悪い場合、紳助が泣きの1回を与えたり、特別措置を与えることもある[注 31]。
  - 上述の通り、2009年9月16日放送分からは、疲れた人は抜けても良いとルールが変更されたが、ルール変更前には、2009年1月28日放送分で松澤一之が疲れたことで縄から抜けたうえに、縄に引っ掛かってしまい、スタジオ中が唖然としたことがあった。松澤は「出てはいけないと言われてないから」と弁明したものの、紳助からは「学校で、勝手に帰宅するなとは言われないやろ」とツッコまれてしまった。
  - 2009年2月25日放送分では岡田がバテて「足が鉄の塊になった」と嘆いたのに対して紳助が「100回ぐらい飛べるわ」と発言。そして全チーム終了後紳助が1人で100回飛びに挑戦し、288回まで達した。
  - 2009年5月6日放送分では、各チームから縄跳びを苦手とするメンバー2人が参加し、一番多く跳んだメンバーがいるチームは30点を獲得できるボーナスゲームが行われた。
  - 2009年6月10日放送分で、元木が縄から出ようとした際にアキレス腱を断絶するハプニングが発生。元木は2009年6月24日放送分からクイズに復帰したが、縄跳びクイズに参加できないため2009年9月16日放送分から2009年12月9日放送分までの間元木の代役として中村がクイズに参加することとなった。また、中村は他に怪我した斎藤洋介、ぎっくり腰の松村、妊娠中の辻の代理参加している。
    - 2009年の26時間テレビでは縄跳びが全く出来る気配が無かった柳原可奈子の代わりに2セット目に中岡創一がクイズに代役として参加した。
    - 2009年12月16日の放送分では全然クイズに正解しなかった森に変わり、2セット目は榊原が参加した。
    - 2010年3月10日の放送ではフジテレビアナウンサーチームの中村光宏以外の4人が「ヘ」、「キ」、「サ」、「ゴ」、「ン」とコールをしてボーナスポイントの30点を最終的に獲得した。
    - 2010年8月11日の放送では中村の不甲斐無さに呆れた紳助が2セット目のクイズに参加した。

  - 山根の縄に入る時の悪戦苦闘ぶり[注 32]が好評なため、一時期アンガールズの出演に合わせてこのクイズを組み込んでいた。また、つるの剛士は縄から出れない時期があり、紳助からは「（縄から）出れない奴」と呼ばれていた。
  - ルール説明時のBGMは円広志の『夢想花』で、各チーム紹介のBGMは2010年11月3日放送分までAIR BANDの『アブラゼミ♂ 東京バージョン』だったが、以降はSKE48・チームB.L.T.の『バンジー宣言』に変更された。また、山根が跳ぶ際、入るのに時間をかけた場合、毎回必ずと言っていいほど『Xファイル』のテーマソングが流れる。

### クイズ!ムカデ競走
ルール
クイズ出題後ゲートが開き、チームがムカデ競走でコースを進み、ゴールの先にある早押しボタンを押して解答権を得る。解答権は先頭の解答者が持ち、相談は不可。不正解で2着→3着チームに解答権が移る。正解で10点。不正解でスタートに戻り先頭を変えて再スタート、正解が出るまで繰り返す。問題毎に先頭が変わり（第1解答者→第2解答者→…最終解答者の順）、これを8セット行う。レギュラー放送では先頭と2番手の間隔は1.5メートルと広くなっている。
実施時期
2009年4月8日と2009年4月29日放送分の2回実施。
過去のルール
スペシャル初登場時、タイトルは「ムカデ競争クイズ」、解答者である先頭は「最終解答者→第1解答者」の順であった。またチーム内で相談も可能で、不正解はその問題の解答権を失った。しかしレギュラー初登場時、最初の3問を終えた際、紳助がこのルールに飽きたため、急に前記のルールに変更された。
備考
このクイズは先頭がスピードに乗って行けるかがカギ。歩き方も足を上げて進むより、摺り足で進む方が速い。また問題終了後は、解答者がゲタを持ってスタート地点に戻らなければならない。
初登場時に1度だけ、スタッフがゲートを開くタイミングが遅れてしまい、全員が転倒しかけたことがあった。
解答権は通常通り成績順に並んでいるため、難易度と状況によっては誤答によってかなりの回数往復することが必至になってしまうこともたびたびあった。

### リズムにのせて!古今東西クイズ
ルール
各チームの代表者2人、計6人（成績上位6人、下位6人）が、4拍子のリズムで木魚を叩きながら「がんばれがんばれヘキサゴン!」とコールした後、1人ずつ順番に一問多答クイズに答える。誤答、重複解答で失格。最後まで残った解答者のチームに30点入る。
曖昧な答えが出ると審議ランプが点き、紳助と他の解答者で審議。失格者には炭酸ガスが噴射される。これらのスイッチは紳助が持っており、それを操作している。
実施時期
初登場は2009年5月13日放送分。2009年6月24日放送分で終了。5回実施。
備考
- - このクイズは問題に対する「知識」、木魚を叩く「リズム感」、前に出た解答を覚える「記憶力」を要する。
  - ルール上、他の解答者が答えているときは木魚を叩いてはいけない（他解答者の解答の迷惑になってしまうため）ということになっている。しかし、初回の下位チームの挑戦において全員が木魚を叩き続けたため、紳助から突っ込まれた。
  - 問題は成績上位・下位それぞれでレベルを合わせている[注 33]。
  - 解答者紹介時のBGMは、アニメ「一休さん」のテーマ『とんちんかんちん一休さん』。
  - 失格者は前方に置かれている椅子に座り問題終了まで待つ。前述の通り紳助が炭酸ガスのスイッチを持っているため、椅子に座っている失格者にわざと炭酸ガスを発射してリアクションを楽しむことも多かった。
  - 残り2人の解答者が同じチームの場合、その時点でチームの勝利は確定だが、決着を付けるためゲームは続行される。
  - このような古今東西形式は日本テレビ系『マジカル頭脳パワー!!』のスペシャルで放送された「仲間でバトル」など多くのクイズ・バラエティ番組でも採用されている定番である。
  - 2009年5月20日放送時にmisonoが大声でくしゃみをしたためゲームを止めてしまい、周囲から非難された。

### ドッジボールクイズ
ルール
各チームが内野4人・外野3人に分かれて、六角形のコートを使ってドッジボールをする。最初のボールの所有権はジャンプボールで決定、クイズ後は当てられたチームの内野にボールが渡され、1チームが失格後は再びジャンプボールを行う。内野のプレイヤーは問題に関連する事柄が書かれたゼッケンを装着し、内野・外野に関係無く当てた相手チームのプレイヤーがそのクイズに解答する。正解ならば当てられた内野のプレイヤーは外野に移動し、不正解ならば内野に残る。早く内野がいなくなった順に3位・2位・1位を決定。1位30点・2位20点・3位10点が加算される。
実施時期
初登場は2009年9月30日放送分の「熱海合宿3時間SP」、レギュラー初登場は同年11月11日放送分。2010年1月27日放送分で終了。
備考
- - このクイズは知識・運動神経を要するクイズ。そのため、石井のように「知識はあるが運動神経が無い」、上地のように「運動神経はあるが知識が無い」という具合に、解答者によって知識・運動神経に差が出ることがあり、崎本や小島のように両方が優れている者もいれば、つるののように両方が苦手という致命的なケースもある。特に上地はボールを当てたいが、問題の答えが分からないために味方にパスせざるをえないことが多い。また、運動神経が悪くすぐボールを当てられてしまう人（石井など）が内野にいる場合は難しい問題が割り当てられていることが多い。
  - ドッジボールのコートの床にはマットが敷かれ[注 35]、ゲームで使用するボールは柔らかいゴムボールで安全性を考慮している。通常のゲームでよく用いられる「顔面セーフ」のルールは適用されない。また2人同時に当てた場合の「ダブルヒット」のルールも適用されておらず、ダブルヒットが起こった場合は先にボールが当たった人のほうが優先される。
  - ルール説明時のBGMは、アニメ『炎の闘球児 ドッジ弾平』のオープニングテーマ『炎のゴー・ファイト』。

### ちゃんと伝わるかな ヒントクイズ
ルール
各チームの最終解答者と第1解答者が代表者となり、1セット目は最終解答者、2セット目は第1解答者がモニターに出されるお題から連想されるヒントを出し、残りのメンバーは成績の悪い順に並んで1人ずつ順番に解答する。ただし代表者のヒントにお題の言葉が含まれる、お題を英訳や和訳する、ジェスチャーをするとNGとなってお題が強制的に変えられ、解答権も次の解答者へ移る。分からない場合は互いにパスが出来て、こちらも解答権は次の解答者に移る。1問正解につき5点、2セットの合計点で争われる。
実施時期
初登場は2010年5月12日放送分。
過去の形式
初回に限り、代表者は各チームの下位2人であった。
備考
- - このクイズは、代表者がお題を的確なヒントで伝える「説明力」、解答者がそのヒントに的確な判断で答える「発想力」を要する。
  - お題は簡単な単語ではあるが、最終解答者の意味不明・勘違い・遠回りなヒントで解答者が翻弄される姿、逆に第1解答者の的確なヒントで解答者が即答する姿がこのクイズの見物である。
  - ルール的にはNHK『連想ゲーム』に近いが、このクイズは文章によるヒントも可となっている。
  - クイズの冒頭では、デモンストレーションや解答者のウォーミングアップとして、紳助がヒントを出す代表者として挑戦する場合もある。
  - 1セット目はお題が最初から視聴者にも分かるようになっているが、2セット目は視聴者にも一緒に考えさせる目的で最初は「?」で隠されている。
  - 2010年5月19日放送分で、ものまねチームの具志堅が再挑戦を申し出たため、特別に2回挑戦した。
  - 2010年6月23日放送分では、辻が代表者のはずが、2010年5月19日放送分で代表者となった際に1問も正解できなかったため、紳助の希望で、第6解答者の元木が代表者となった。
  - 2010年7月14日放送分では各チームの上位者の出題のみ行われ、2010年8月4日放送分では各チームの下位者の出題のみ行われた。
  - 基本的に出題される単語にふりがなは振られていないが、稀にふりがなが振られている場合がある。

### 選んで消そう クイズ!漢字ブロック
ルール
各チームの成績上位者と成績下位者の2人・合計6人が挑戦。開始前に各解答者に5個の漢字ブロックが振り分けられ、最高6個まで貯めることができる。解答者は順番に制限時間15秒以内で漢字ブロックを2個指定、それを組み合わせて広辞苑に載っている二字熟語を作って漢字ブロックを消していくが、指定の仕方は別の解答者から1個ずつ指定、同じ解答者の漢字ブロックを2個指定することはできない。時間切れや不正解で漢字ブロックが1個追加され、7個貯まった状態で不正解になると失格となり、失格者の漢字ブロックを他の解答者が使うことができる。また自分の漢字ブロックが残り2個以下になった時、解答権を放棄する代わりに、指定した自分の漢字ブロックを1個チェンジすることができる。これを繰り返して漢字ブロックを全部消した解答者から抜けていき、1位20点・2位15点・3位10点・4位5点がチームに加算され、同時に抜けた場合は上位の得点 が加算、後に指名した側が上位、指名された側が下位扱いとなる（指名した側が2位抜けなら、指名された側は3位となる。また、指名した側が4位抜けの場合、得点は指名された側のチームにのみ与えられる）。
判定は言語学者の町田健教授がパソコンを使って判定する。紳助によると「彼の知らない熟語はこの世に存在せず、パソコンで調べるのは広辞苑に載ってるかどうかを確かめるため」ということになっている。しかし、町田はそれに反して不正解の熟語に「ありそう」と言ったり、正解に驚いたり「あるそうです」と言ったりするため、紳助や出演者にツッコまれたり、イジられる事が多かった。
実施時期
2010年12月1日放送分から実施。
備考
- - このクイズは二字熟語をどれだけ知っているかの「知識」、分からない場合は勘で二字熟語を作って正解を狙う「運」、相手チームが使用すると思われる自分の漢字ブロックをチェンジもしくは使用して妨害する等の「戦略」、成績上位者がチームメイトである成績下位者の漢字ブロックを減らして負担を少なくする「チームワーク」が重点に置かれている。そのため成績下位者が上位抜けすることが多く、1〜2問正解しただけで勝ち抜けする解答者もいる。
  - 漢字ブロックの組み合わせ方は「自分とチームメイト」が大前提で、無理だったら「自分と相手チーム」「チームメイトと相手チーム」が基本だが、それでもどうしても浮かばない場合は相手チーム同士を組み合わせ、自分へのペナルティを回避する戦略もある。
  - 自分の番になって考えパニックになる人も多く、他人の解答時に考えるよう指摘されることも多い。
  - チェンジする際、相手があがらないように考えながら判断するところも重要である。また、チェンジで相手にあがられるリスクも伴う。
  - 熟語の並びはあっていても正しく読めないと不正解となる。

### 落ちる前に答えよう!ダイビングプレッシャークイズ
ルール
各チーム6人が挑戦（スペシャルで人数が多い場合は、代表6人が挑戦）。答えが複数ある一問多答問題に解答。解答中は自分の座る台が動き、時間内であれば何回解答してもよいが、既に解答として答えられたものは無効。制限時間内に正解すれば台座が停止、正解できないと「おバカプール（ボールプール）」に落下。1人正解につき10点、全員正解のパーフェクトで100点が加算。各チーム2セット行い、合計得点が加算される。
初回
1番席（通常は成績上位者）から順に解答。制限時間は1人10秒。解答中は自分の座る台のみ動く。途中で不正解者が出ても全員分解答を行う。解答順は相談で決定可能。
2回目以降（2010年12月15日放送分から）
スタートと同時に全員の台が一斉に動く。解答は早押しで解答権を得た人から解答し、正解すれば自分の台は停止。制限時間は全員で40秒。ただし、1人でも答えられずおバカプールに落下した場合は連帯責任として全員の台が再び動き出し強制落下させられる。
2011年1月26日放送分からはしりとりが登場。指定されたテーマでしりとりをする。制限時間は1分。解答の順番は自由。また清音から濁音・半濁音に変える、またはその逆も可（「ラクダ」の場合は「ダ」「タ」どちらでも良い）、最後に長音が付く言葉の場合は長音の1つ前の文字を使う（「スター」の場合「タ」となる）。しりとりであるため最後に「ん」がつく文字はNGになる。しりとりの基本は単語だが、テーマの範囲が狭いため「○○の××」等の単語ではない文章も認められており、その場合は紳助が独断と偏見で判定、その間は台の動きが止まる。ドボンクイズの絵しりとり同様に、例として挙げられた単語は使用することが出来ない。6人全員で繋げれば100点獲得（2011年2月2日放送分からは50点）。1人でもつなげられなかった場合は得点なし。
実施時期
2010年12月8日放送分から実施。2011年3月9日放送分で終了。
備考
- - 同局で放送されている『ネプリーグ』の「ファイブボンバー」同様、簡単な答えを後ろの人に回せるかが重要。2回目のルールではある程度意図的に解答順を操作することができるようになった[注 42]。
  - 辻が妊娠中であったため、台座に中村が座り、辻が紳助の隣で解答する方式となった。
  - 双子の広海・深海は2人1組扱いのため、1回目は兄の広海が、2回目は弟の深海が解答した。
  - 2011年2月9日放送分では、ヘキサゴンチーム7人、はねトびチーム11人だったため、ヘキサゴンチームは成績最上位を除く6人、はねトびチームは代表者6人で解答した。

### フルネームで答えろ!早押し写真クイズ
ルール
各チームの全員が参加。画面に出た人物の名前をフルネームで早押しで解答、正解で勝ち抜けとなる。解答者は大音量の音楽が流れるヘッドホンを装着、他の人の解答を聞くことはできない。制限時間は50秒、制限時間内であれば何度解答しても良い。1人正解につき5点、全員正解で50点が加算される。6月29日からは問題数は2問に減ったが、難易度が選択できるようになり、初級は正解数×5点、中級は正解数×10点、上級は正解数×15点が加算される。また、全員正解時はさらに20点が上乗せされる（6人制の場合初級で50点、中級で80点、上級で110点）。
実施時期
2011年4月13日放送分の「超クイズパレード2時間SP」から実施。
備考
このようなクイズは同じく紳助が司会を務めた「EXテレビ」や「島田紳助がオールスターの皆様に芸能界の厳しさ教えますスペシャル!」内の「クイズ! 共演してるはずなのに〜」などでも使われている。
2011年6月1日放送分ではオレンジチームの点数が著しく低く、チームのメンバー全員が「他のチームの問題が簡単すぎる」とクレームをつけたため、正解で10点、正解数3人以下でその人に謝罪という条件で泣きの1問が出題され、楠田枝里子が出題される。だが実は正解は「くすだ えりこ」ではなく「くすた えりこ」という引っ掛け問題。紳助の予想通り多くの解答者が引っ掛かり、正解は石井1人だけに終わったため、チーム全員で謝罪することとなった。

### お絵かきヒントクイズ
ルール
各チーム上位3名がヒント役、下位2〜3名が解答者になる。お題を連想させる絵をヒント役がそれぞれ1枚ずつ書く。ただし、文字・地図・お題そのものを書くことができない。また、書き手・待機する人はリアクションを一切してはいけない。紳助とスタッフがそれぞれの絵を見て、紳助から見て一番下手な人から絵をオープンする。解答者は絵を見てお題が何かを当てる。1枚目で当てれば30点、以下2枚目20点、3枚目10点となる。
実施時期
2011年4月13日放送分の「超クイズパレード2時間SP」から実施。
備考
解答者間の相談はできないため、描いた絵が被ることが多々発生し、最悪3枚とも同じ絵ということも発生する。この場合、「一発で解れば高得点、解らなければダダスベリ」というハイリスクハイリターンな状況になることもある。

### パフォーマンスクイズ どっちdeショー
ルール
スタジオに設置されたステージで披露されるパフォーマンスに関した2択クイズを出題（後述）。メンバーは、A・Bどちらが正しいか、正解だと思う方のエリアに分かれる。正解で勝ち残り、不正解で失格・退場となる。なお各チームの残り人数が把握しやすいように、メンバーはそれぞれ自分のチームカラーと同じ色の法被を着用している。
得点は、最後まで残ったチームの解答者の人数×10点、2011年7月6日からは勝ち残りが1人で50点、2〜3人で1人30点、4人以上で1人10点獲得となる。
最終問題までにメンバー全員が脱落してしまった場合、仕切り直しとして全員を復活させたのち問題は続行される。
出題されるクイズの種類
スゴ技クイズ
ステージに登場した、A・Bの2人の人物や動物の内、紹介された特技・パフォーマンスを披露するのはどちらかを当てる。
口パククイズ
ステージに現れた人物（プロアマ不問）が、歌を披露。その人の歌唱している様子を見て、口パクか実際に唄っているかを当てる（口パクならA、生歌ならBに行く）。正解発表で口パクならBGMのみ、生歌なら歌だけを聞くことが出来る。
なお歌唱者は、声帯の動きや腹式呼吸の動きでバレないように、マフラーにセーターの厚着で喉や腹部を覆った状態で唄っている。

過去の形式
初登場の2011年4月13日放送分のみ、「クイズ!クチパク歌謡ショー」として、口パククイズのみを出題。ヘキサゴンファミリーが歌唱側で出題する問題が多く、特にまだ残っているメンバーが歌唱側に回った時は、その問題だけ既に脱落している同じチームのメンバーが代理で解答した。
実施時期
2011年4月13日放送分の「超クイズパレード2時間SP」で初登場。レギュラー放送では同年6月8日放送分から。
備考
スゴ技クイズでは、正解発表後運動神経のいい上地と紳助がその達人の技に挑戦している。
同じくスゴ技クイズで当初は本物とニセモノは普通の受け答えをしていたが、次第にアドリブで解答者を惑わす（本物はわざとニセっぽい言動を行い、ニセモノは本物らしいコメントをする）ため序盤でも正解者より不正解者のほうが多くなることがある。
スゴ技クイズに登場する達人や、口パククイズに登場する歌唱者（唄の上手い人）は、番組でプロアマ不問で募集されていた。

### ご指名!タイマンクイズ
ルール
各チームに持ち点が25ポイント、各チームの予選ペーパーテスト成績順に6ポイント〜1ポイントが振り分けられ、成績最下位を先頭にして着席する。
最初は、得点最下位チームの成績最下位が相手チームの解答者の中から1人を指名し、前の解答席で1対1の早押しクイズに解答。その際、順位に関係無く、問題読み上げ前にヘキサゴンコールをする。正解した解答者が勝利。負けた解答者は居残りとなり、自分に割り振られていたポイントがチームのポイントから減点される。以降は負けた解答者が早押しクイズの相手を指名する。原則として解答権は1人1回。両者不正解でドローとなり、別の問題で仕切り直す。
これを繰り返して、ポイントが0点になったチームが脱落となり、3位0点、2位50点、1位100点獲得。
実施時期
2011年6月1日放送分の「超クイズパレード2時間SP」で初登場。レギュラーでの初登場は2011年6月29日放送分。以降、レギュラー放送では「行列早抜け!リレークイズ」と隔週交代で最終コーナーとして行われた。
過去の形式
初回は8人チームのため、各チームの予選ペーパーテスト下位5人が解答、成績順に5ポイント〜1ポイントが振り分けられる。最初の指名権は、各チームの予選ペーパーテストの成績最下位3人による1問正解勝ち抜けの早押しクイズで、最後まで残った1人が最初の指名権を獲得した。得点は3位0点、2位20点、1位50点。また、このクイズ用の解答席はまだ無く、「行列早抜け!リレークイズ」のセットを流用した。
備考
このクイズは成績下位者が同じか下のレベルの相手で無難に戦うか、成績上位者と戦って大量減点を狙うかといった「駆け引き」が重要となる。
成績下位者の減点が少ないこともあって、上位の解答者を狙えるなど負担が少ないが、成績上位者は1回でも負ければ大減点のリスクを伴う。また、点数はペーパーテストの順位ベースでつけられるため、本来の早押しの実力に対して持ち点が高くなってしまう解答者も多い。
わずか1問で勝負が決まってしまうため上位が負けてしまうこともそれなりにあり、それに伴って1度の負けでショックや焦りから居残りが続いた解答者が大量減点及び最下位決定の要因となってしまうことも少なくない。また、その解答者が反省戦士おバカーマンの候補になってしまうこともたびたびあった。

### クイズ!おバカの部屋
ルール
各チーム成績最下位の解答者がトーク番組の司会者になり、お題となるゲスト（主に大御所）に関するプロフィール・エピソードなどの穴埋め問題を解答する。挑戦前の解答者は別室で待機し、他の解答者の解答を見ることは出来ない。1問正解につき10点、不正解で司会者に向かって炭酸ガスが発射される。
実施時期
2011年7月20日放送分で初登場。
登場ゲスト
- - 2011年7月20日：山本譲二　回答者に山本の名前を加山雄三（misono）、渡哲也（KENTA）、西城秀樹（山田親太朗）と間違われるという有様で、最多正答数は山本が付き人をしていた人を当てる問題で北島三郎と正解した山田の1問のみであった。misonoとKENTAは全問不正解。
  - 2011年8月17日：泉ピン子　今回は泉の名前を間違える事はなかったが、おしんの作者を答える問題では橋田壽賀子の名前を誰も答える事が出来ず不正解。島田洋七のベストセラー『佐賀のがばいばあちゃん』を答える問題は全員『佐賀』のワードが抜けて不正解だった。しかし全体の正答数は大きく上昇した。

備考
- - セットはテレビ朝日系『徹子の部屋』をイメージしており、BGMも同番組の物を使用している。
  - 解答内容によってはゲストの行動が変化し、落ち込ませたり激怒させたりしまうこともある。
  - 8月24日放送予定だった回のゲストは萩原流行だったが、紳助が前日に芸能界を引退したため、お蔵入りとなってしまった。

## スペシャル放送限定で行われたクイズ

### ○○人で一斉早押し!早抜けクイズ
ルール
各チームが予選ペーパーテストの成績順に並び、知識問題の早押しクイズに出場者全員で解答する。解答権は1問につき1人1回。正解するとその解答者は勝ち抜け。チーム全員が勝ち抜ければ得点を獲得できる。1位勝ち抜けチームには100点・2位は50点・3位は30点獲得。1位50点・2位30点・3位10点の場合もある。
実施時期
初登場は2005年11月16日放送の「芸人vs新旧アイドル対決2時間スペシャル」。
備考
このクイズは、スペシャル放送ではほぼ毎回行われており、当時の公式サイトにおいてレギュラー放送でも毎回行われていた「行列早抜け!リレークイズ」、「嫌でもクイズに答えよう（早押し）ご指名クイズ」（後に「前後を答えよう!2ショットクイズ」）と合わせて「スペシャル放送で行われる早押しクイズ三部作」とされていた。
不正解後は、司会者の「リセット」コールでクイズが再開される。「リセット」コールがないと、いくらボタンを連打しても早押し機は反応しない（早押し機の電源がオフになっている）。
『お台場探偵羞恥心 ヘキサゴン殺人事件』でも、最初の30分程度実施された。
2009年1月2日放送回では、正解した人から順番にストラックアウトの要領で的当てに挑戦。ボックスに入っているボールを抽選で引き、青なら自分、オレンジなら視聴者プレゼントとなり、投げて当たった的の賞品がお年玉として正解者or視聴者に贈られた。
2009年と2010年の『FNS26時間テレビ』でも、出演コーナー決定のために同様の形式で実施された。

### ベルトクイズ!タイムショック!ショック!
ルール
各チームから代表者1 - 2名を選出。代表者はランニングマシーンで走りながら1分間で1問につき5秒ずつ、12問のクイズに挑戦する。解答者はクイズがスタートする前に1 - 10番の中から問題番号を選択する。正解数に応じてチームは得点（一問につき10点）、解答者個人は、正解数に応じた最大100万円の賞金が獲得できる。しかし、不正解の度にランニングマシーンのスピードが徐々に上がっていき、そのスピードに対応しきれずに解答者の後ろにある水のプールに落ちてしまうと、その時点でクイズは終了。賞金は0となる。12問のクイズが終わってもランニングマシーンが止まった反動でプールに落ちた場合も同様である。また、プールに落ちなくてもランニングマシーンの緊急停止のひもが外れた場合でもクイズが中断され、賞金は没収となる。ただし得点については正解したところまでの点数が加算され、クイズ終了後、プールに落下さえしなければ転倒してもセーフとなり、賞金獲得となる。
実施時期
初登場は2006年3月22日放送の「春の3時間スペシャル」。2007年5月2日の「クイズ&スポーツ3時間SP」で終了。
備考
- - このクイズでは『クイズタイムショック』の解答者席（時計台と司会者席）がそっくりなセットが用意され、オープニングでは紳助が、『クイズタイムショック』で田宮二郎が発していたキャッチフレーズをこのクイズ用にアレンジしたキャッチコピーをコールする（現代は時間とランニングマシーンとの闘いです。1分間で100万円のチャンス、ベルトクイズ タイムショック!ショック!）。また、クイズ中のBGMも前半は田宮司会時代の、後半は山口崇司会時代のBGMを模している。実際に出題される問題もタイムショックを踏襲した短い問題文であり、択一問題・「今何問目？」の類・「1問目の正解は？」の類などのタイムショックおなじみの形式も多数出題されていた。
  - 各チームの代表者が参加した後は希望者を出演者から選出し、賞金獲得を賭けたチャレンジを行うことが定番であった。このチャレンジでは得点は加算されないが、状況次第では得点加算も認められたことがある。
  - 代表者は当初は私服のまま挑戦していたが、後に白いジャージにチームカラーと同じ色のビブスを着用して挑戦するようになる。但し、これ以降も泣きの1回の場合は、私服のまま挑戦することが条件付けられていた。
  - 初回は紳助も挑戦し（進行は河本準一（次長課長）が一時的に代行）、1回目は10問正解でクリアし、賞金を獲得した。しかし、調子に乗って自ら2回目の挑戦を志願し行ったが、9問目で力尽きてプールに落下（このときは4問しか正解できなかった）。これに呆れたこの回の解答者全員の意見により、1回目の賞金も没収となった。当番組で紳助が水に落ちてしまったのは、後にも先にもこの時が唯一である。
  - タイマーのセット上部に正解ランプが設置されているが（1〜12と書かれている）、最初の放送で1問目正解の時、本来12問目正解で点灯するはずのランプが点灯、2問目正解時には同じく1問目正解のランプが点灯するといった様に、タイマー上部のランプの点灯が1問ずつずれていた。2回目の放送からは、1問目正解時に1問目のランプが点灯するように直されている。また、クイズ開始時に紳助が「タイム・イズ・マネー!ベルトクイズ タイムショック!ショック!」（『パネルクイズ アタック25』の「アタックチャンス」と全く同じポーズを取る）と言う。

### 嫌でもクイズに答えよう（早押し）ご指名クイズ
ルール
まず問題のジャンルが発表された後に読み上げられる問題を聞いて、各チームの代表者が早押しをし、チーム内で正解できそうなメンバーを指名する。指定したメンバーが正解すれば抜けていき、最後に代表者が正解すればクリアとなる。なお、代表者に指名されたメンバー以外の人が答えることはできない。得点は、1抜けのチームは100点、2抜けチームは70点、3位は抜けた人数×10点。2007年5月2日と2008年1月2日の3時間SPは1位に50点、2位に30点、3位に10点。2010年3月31日の沖縄合宿4.5時間SPは1位に30点、2位に20点、3位に10点。
実施時期
2007年3月28日放送の「春の3時間SP」と、同年5月2日の「クイズ&スポーツ3時間SP」、2008年1月2日の「新春3時間SP」、2010年3月31日の「沖縄合宿4.5時間SP」の4回実施。

### クイズ フリースロー9
ルール
各チームごとに9つのリングがある、バスケットボールのフリースローに挑戦。1チームにつき、挑戦時間は60秒で、ゴールを決めると一旦タイマーは止まり、リングに書かれたジャンルの問題が出題される。その際、シンキングタイムの長さは決められていない。問題が終了するとタイマーが再開する。正解するとそのリングはクリアとなり、1つのジャンルに正解するごとに10点。不正解の場合は正解を発表せず続けてフリースローを行う。同じところに入れば同じ問題となる。1つのリングに1問しかなく、正解済みのリングに入れても無効となる。残り時間0-1秒時点で投げたものは時間経過後にゴールに入っても問題に挑戦できる。
実施時期
2005年11月16日放送の「芸人VSアイドル2時間SP」と、同年12月21日放送の「歳末クイズパレード2時間SP」の2回実施。

### 16面パネルクイズ
ルール
4×4の16面のパネルにテーマが隠されていて、テーマに関する問題に各チームリレー方式で解答していく。問題に正解すると、そのテーマのパネルは正解したチームの色に変わり、他のチームの色のパネルを自分のチームの色のパネルの間に挟むと、そのパネルは自分のチームの色にすることができる。1問につき各チームの解答権は1回のみで、3チーム全員不正解の場合にはそのパネルは持ち越しとなる。獲得したパネルの枚数×10点が得点となる。
16面全てのパネルが埋まると、16面パネルを囲む20面のアルファベットのパネル（「A」-「T」）のパネルが現れ「アタックチャンス」というボーナス問題が出題される。これは各チーム予選最下位が解答者となり、問題に正解すると20面のパネルの好きなパネルを自分のチームの色にすることができる。無論、選択したパネルと自分のチームの色のパネルの間にある他チームの色のパネルは正解したチームの色に変わるというルールである。
2006年3月22日放送分は「ハンターチャンス」と称した、正解するとすでに埋まっているパネル1枚を指名し、そのパネルを横取り出来るチャンスがあった。通常問題とアタックチャンスの間に挟まれて実施。
実施時期
2006年2月15日放送の「ヘキサゴン100回突破記念2時間SP」と、同年3月22日放送の「ヘキサゴン春の3時間SP」の2回実施。
備考
『パネルクイズ アタック25』とルールが似ており、実際に、パネル面が16面のため紳助は何度も「アタック、16」と叫んでいた。ちなみに、島田は『クイズ!紳助くん』でのパロディ企画・朝日放送開局55周年記念特番・朝日放送新社屋移転記念特番ではあるが実際に『アタック25』の司会を務めたことがある。

### おいしいクイズ
ルール
予選ペーパーテストの成績下位者4名が40品の材料（果物だけでなく野菜や漬物や魚などもある）の名前が書かれたプレートの中から一つずつ合計4品（1チームにつき同じ品は一回しか選べない）を選んでその材料でミックスジュースを作る。それを全員がコップ一杯分を1人10秒以内に飲み干し、全員が飲み終えた後に一斉に「おいしい」と言えれば（もちろん、たとえおいしくなくても）50点獲得。
実施時期
2007年8月1日放送の「夏休み2時間SP」、2008年1月2日放送の「新春3時間SP」、2009年1月2日放送の「新春3時間SP」の3回実施。
備考
材料名はすべて「桜桃」「鳳梨」「沢庵」「甘藍」など、漢字で書かれているため、漢字が読めず果物以外の食材を選んでしまうととんでもないミックスジュースになってしまう。また、ベースは牛乳のため、野菜・果物でジュースになりうる食材であっても相性が悪いケースがある（逆に栗金団や心太など、通常ミックスジュースにはしない材料であっても美味しくなるケースもある）。
BGMにはミックスジュース調理中は童謡『ぼくのミックスジュース』、チャレンジ中はグレートチキンパワーズ『MIX JUICE』が使われている。
2008年1月2日放送分では、オレンジチームの挑戦時にマンゴー+鳴門+柚子+獅子唐のミックスジュースが出来上がった際に、試飲した紳助が吐き出しそうになるほど不味かったため、特別ルールとして10秒の制限時間はなしで行われた。
2009年1月2日放送分では、特別編と題して以下の変則ルールで行われた。
材料が全て中国語に書かれており、成績上位者4名の中から代表者を1人選び、代表者が成績下位者4名が選んだミックスジュースの材料を当て（回答権は4回まで）、代表者以外のメンバー（代表者が解答の際に全て飲み干していない場合は代表者も一緒に飲まなければならない）が10秒以内に飲み干すことができれば正解数×20点を獲得となる。

### 前後を答えよう!2ショットクイズ
ルール
「『罪』と『罰』」のような2つの言葉を答える問題に2人一組で早押しで答える。答えの前半は各チームの成績最下位以外のメンバー、後半は成績最下位者が答える。正解すれば、成績最下位以外のメンバーは順番で交代する。どちらかがボタンを押せばそのチームに回答権が回るため、成績最下位のメンバーがわかっていてもパートナーが分からないといったこともある。
2008年3月26日放送では、両方正解して5点獲得。時間切れになるまで続いた（最終問題は10点）。
2008年4月30日から10月1日の放送までは、最初に他のメンバーが2巡してゴールしたチームが出た時点で打ち切りとなり、その時点で1位50点、以下残ったメンバーの少ない順に2位30点、3位10点だった。この放送時からは2週目に入った最後のペアは問題前にヘキサゴンコールをする（番組上の説明はなされていない）。
2009年1月2日の放送からでは、他のメンバーが1順した順に1位50点、2位30点、3位10点だったが、2009年6月10日放送では、1位のチームが決定した時点で2位、3位は人数の少ない順となった（2位の人数が同数の場合はクイズを継続）。
実施時期
2008年3月26日放送の「春の3時間SP」で初登場。その後SPでのみ、計7回実施。また、同年7月26日放送の「FNSの日26時間テレビ2009超笑顔パレード」内の「番組対抗クイズパレード」でも実施された。レギュラー放送での初登場は2010年7月21日放送分。
備考
一人で解答をひねり出さないといけない通常クイズと違い前半の解答者によるサポートが入るため、成績下位者でも比較的正解は出やすかった（それでも珍解答はあった）。
前半解答者の解答が間違っていた場合でも後半に解答権は回る。ただし、前半が間違っていることを後半解答者が分かった場合、誤答を指摘するなどして解答をせずに不正解判定をもらうケースも目立った。また、後半解答者のみが正しく解答した結果、わかっていなかった他のチームに正解が伝わってしまったこともあった。
2010年7月21日放送分ではゲストチームである外国人チームの最下位ローラ・チャンがあまりにも正解できず、途中で他2チームが一旦解答権を譲ることを要請されるという一幕もあった。

## 単発で行われたクイズ・コーナー
2005年10月12日「お引越し記念女だらけの2時間SP」
- 履歴書クイズ この人だぁれ?
5人が歴史上の人物について履歴書を書き、解答者がそれが誰かを当てる。
- 逆転クイズ これ何ですか?
クイズグランプリの要領で、4つのジャンル・得点10-50点の項目から選び出てくる写真の名前を当てる。

2006年2月15日「ヘキサゴン100回突破記念2時間SP」
- クイズ!あ〜誰だっけ?
写真に出る人を見てそれが誰なのかを早押しで答える。
- あいうえお短歌クイズ
5人があるお題について短歌にし、解答者がそれが何かを当てる。

2006年3月22日「春の3時間クイズ祭り」
- おさらい復習クイズ
各チーム成績最下位の人が、過去に出題されたクイズに挑戦する。

2006年5月3日「GW超クイズパレード2時間SP!!」
- 芸能人の常識チェック もちろんクイズスペシャル
出演者21人全員にアンケートを実施し、その中からプライベート問題を穴埋め問題として出題。

2006年9月20日「特別編『頭を強く打っちゃった大会』」
- クイズ!ここまで出てるでしょう
第1〜第5解答者が自転車を漕ぎ、一定速度に達すると画像を隠しているパネルが開き、下回ると再び隠れる。最終解答者が画像を見て問題に解答する。

2006年11月1日「衝撃解答続出緊急2時間SP」
- 脳トレクイズ5×5
NINTENDO DSのゲームソフト『もっと脳を鍛える大人のDSトレーニング』の『5×5記憶』を元にしたクイズ。しかし、記憶時間は90秒と本家より短い。

2007年3月28日「史上最高の爆笑連発祭3時間SP」
- クイズ!はじめてのおつかい
里田に『山葵』などの漢字で書かれたメモを渡して「おつかい」に行ってもらい、5つのうちいくつ正しく買えるか予想する。

2007年5月2日「超クイズ&スポーツパレード3時間SP」
- 片山右京に抜かれるな!カートレースクイズ
5人の芸能人と50メートル以上のハンデをつけられた片山がレーシングカートで対戦し、5周で何人抜くかを予想する。
- 奇跡を起こせ!ホールインワンクイズ
プロゴルファーが100球でホールインワンに挑戦し、6人の芸能人のうちの誰がプロより少ない数でホールインワンを獲るかを予想する。プロがホールインワンを出さなかった場合、誰がプロよりもカップに近づけられるかを予想する。

2007年10月10日「父母参観&参戦!!2時間SP」
- 生きる知恵クイズ
出題された場面で、挑戦者3名がどの様に機転を効かせて対応し、それが別のスタジオにいる20人の審査員の採点で誰が多くの支持を集められるかを予想する。
これに似たようなクイズが、かつて島田が司会をしていた『島田検定!! 国民的潜在能力テスト』で出されていた。

2008年10月1日「秋の3時間ファミリーSP」
- 正しく伝えよう!伝言クイズ
各チームの成績2位が問題文を覚え、制限時間内に覚えた問題を伝言、その後は成績順に伝えていき、最後にチーム最下位が1位の解答者に伝言する。最後に回答者が元の問題の正解を言えればクリア。

2008年10月22日「ヘキサゴンIIヒットパレード!」
- 放送権獲得!18人一斉早押しクイズ
上記の一斉早押し!早抜けクイズの要領で勝ち抜け方式ではなく正解すると後述の10月4日のコンサートで披露された曲の中で、自身が登場する曲を1曲選択してポイントを増やし、一定ポイントに達すると映像を一部放映するルールとなっている（1〜5位は1ポイント・6〜10位は2ポイント・11〜15位は3ポイント・16〜20位は5ポイントが一定ポイント）。テストを行っていないため席順は前列2段は羞恥心・Pabo、3段目から5段目はクリス、FUJIWARA、AIR BAND、misono&ヒロシ、最後尾が一発屋2008になっており、ネームプレートの順位もヘキサゴンマークになっていた。問題は一般問題と、羞恥心らおバカ解答者の得意ジャンルの問題を織り交ぜながら出題された。

2009年6月10日「おバカ暴走3時間SP」
- ボーナスチャンス
ボーナスポイントを懸けた綱引き。各チーム全員が全日本チャンピオン5人と対戦し、勝てばボーナスポイント50点を獲得。チーム8人に他2チームの中から任意の人を4人まで助っ人として加えることも可能であるが、1人に付きボーナスから10点マイナスとなる（ただしあくまでボーナスが減るというだけであり、負けた場合のペナルティになるということはない）。なお、助っ人として指名された人は勝ったら敵チームに点が入ってしまうという理由で手を抜くことは許されず、敵チームのために本気で頑張らなければならない。

2009年10月14日「クイズだけじゃないよ3時間SP」
- ヘキサゴンドッキリアワード

ヘキサゴンファミリーの素顔を調べるべくドッキリが仕掛けられた。
- - 熱海合宿の肝試しで非常に怖がっていた里田・矢口に心霊ドッキリを仕掛けた。最後は中村が登場し、ネタバラシ。
  - ヘキサゴンファミリーはカメラがないところでも優しいのかを調べるべく、財布を無くした老人へタクシー代1000円を貸してあげるのかをつるの・崎本・上地・山田などに仕掛けた。特に上地は教えられたダミーの電話番号の留守番電話にメッセージを入れ、新しい財布を買って教えられたダミーの住所に送り、紳助は感動。表彰状が渡された。ちなみに、田中にも同じように仕掛けたが、1円も貸さなかったため、他のメンバーから非難を受けた。
  - クマ出没ドッキリ（クマは着ぐるみ）を元木・山田・アンガールズに仕掛けた。クマを追い払う嘘の呪文「ケースンシー（逆から読むとシンスケ）」でネタバラシ。仕掛け人のマタギは本物。
  - 藤本の本性を暴くべく徳川埋蔵金発掘ドッキリ（仕掛け人は相方・原西とスタッフ）。見事に引っ掛かり「金の亡者」に認定されてしまい、紳助に表彰された。ドッキリに使っている小判は時代劇ドラマに使っている偽物だが、藤本は簡単に本物だと思い込んでいた。
  - 熱海合宿の神戸とのデートにて醜態をさらした山根への色仕掛けドッキリ（仕掛け人は神戸・紳助に蒼あんな・れいな姉妹が加わった）。しかし山根は色仕掛けに全く興味や反応もせず失敗に終わった。

このほかにも当日CD発売日だった新選組リアンへの強風ドッキリや出演者の移動中に段ボールの山から突然怒鳴って現れる「コラおじさん」ドッキリが仕掛けられた（途中からは上地も仕掛け人となった。）。
なお、コーナー中で使用されるジングルおよび効果音は、かつて同局で放送されていた「スターどっきり（秘）報告」と同一のものを使用している。
2009年11月18日「ヘキサゴンIIヒットパレード!」
- 放送権獲得!27人一斉早押しクイズ
上記の一斉早押し!早抜けクイズの要領で勝ち抜け方式ではなく正解すると後述の10月31日のコンサートで披露された曲の中で、1曲選択して（2008年とは違い、自身が登場する曲以外からも選択が可能）ポイントを増やし、一定ポイントに達すると映像を放映するルールとなっている（1〜5位は1ポイント・6〜10位は2ポイント・11〜15位は3ポイント・16〜20位は5ポイント・それ以下は7ポイントが一定ポイント）。問題は昨年と同じく、一般問題と成績下位者の得意ジャンルを織り交ぜながら出題された。ちなみに別番組の新選組リアンも参加したが、スベラーズは罰ゲームロケのため不参加。

2010年1月6日「冬の大運動会 新春3時間SP」
- まわって答えろ!大玉ころがしクイズ
人が入れる大玉の中に解答者1人が入り、4人が大玉を転がしてコーンで折り返した後、解答ボタンにぶつける。2問先取したチームから順位決定。1位30点、2位20点、3位10点。
- やり投げ大会
男性のみ（紳助含む）の参加。実際のフィールドでやり投げを行う。エキシビジョン競技のためチームへの得点加算はないが、飛距離に応じて賞品が与えられる。また、特定の地点に落ちた場合には、特別賞またはペナルティが与えられる。ファウルの場合、賞品、ペナルティは無効になる。この景品の中には「里田とデート」があり、原西・田中・紳助が当てたが、原西と紳助は既婚者なので田中に譲り渡したが、実際は田中にドッキリを仕掛ける罠だった。景品の中には、「1ヶ月間の出演停止処分」という罰もあり、これを藤本が当てた為、本当に出演停止になり唄披露でもパネル出演になった。
- 力を合わせて!リアカーマラソンクイズ
1周400m×3周をチームメイトが乗ったリヤカーを引いて走る。チーム内のテスト最下位が解答者となり、最初は解答者のみがリヤカーに乗り、残りは全員引き手となる。トラック1周に問題ポイントが3箇所あり、正解した場合はそのまま次のポイントまで走れるが、不正解の場合は引き手の1人が荷台に乗る。つまりクイズに間違うとリヤカーが重くなる上に、引き手も減るという二重のハンデを背負うことになる。クイズの正解数に関係なく、早くゴールしたチームから順に30点、20点、10点が加算される。
- 50m競争
30人+MC2人で50m走を実施。予選として8人×4レース行い、タイムの9位〜24位はその順位がそのまま順位となるが、下位8名は最下位決定戦で25位〜32位が決まり、上位8名は優勝決定戦で1位〜8位が決まる。チームメイト全員の「31-順位数」の値の合計が各チームに加算される（順位数はMCを除いた30人での順位）。
- スペシャル野球大会
男性（紳助や新選組リアンを含む）全員の参加。西武ドームでの上地チーム対元木チームの7イニング対決。交代は自由で、一度退いた者も再度出場出来るが、全員1回は出場しなければならない。助っ人として下柳剛（阪神）、和田一浩（中日）、涌井秀章・中島裕之（西武）が参加し、ジャンケンによりチームの助っ人を決定。勝者は試合後温かいうどんを食べることが出来るが、敗者はかき氷を食べなければならない。
- 高跳び大会
サバイバル方式の走り高跳び。一番高く飛んだ人が優勝。
- チーム対抗リレー
チーム10人によるリレー。50m走での順位が悪かった順に走る。1〜8人目は100mずつ、9人目は200m、アンカーは220mを走る。得点は他の競技と同じ。また、このリレーで勝利したチームにはヘキサゴン通貨100ヘキサゴン（1人10ヘキサゴン）が与えられる。

2011年1月12日、19日「超クイズ&スポーツパレード」
2011年1月12日（2時間スペシャルとして放送）
- ヘタレはだれだ!バイクレース
新東京サーキットにて紳助・つるの・山根・品川の4人で3周勝負のバイクレース。各チーム最下位（ヘタレ）を予想し、正解で10点加算。
- 24人一斉早押しパネルクイズ
通常の24人一斉早押しクイズに加え、正解者は24面パネルのうち1つを指定しキープ。1位抜け30点、2位抜け20点、3位抜け10点に加え、1位・2位のチームは全員抜けた時点でボーナスクイズに挑戦。チームメンバーが指定したパネルのみ開き、問題文の一部が出現。問題文を推理し正解すればボーナス10点が加算。

2011年1月19日
- - カートレース
同じく新東京サーキットにてカートレース。1人3周で1周のベストラップを競う。1ゲームにつき各チーム1人が挑戦し1位10点、2位5点、3位1点。さらに事前に紳助が出したタイムを上回ればボーナス10点が加算。4ゲーム実施。
  - ボートレース
多摩川競艇場にて各チーム3名によるレース。事前に講習・トレーニングを受けた後、練習走行を行い、技量があると認められた人のみがタイムアタックに挑戦。1人3周で1周のベストラップを競う。1位10点、2位5点、3位1点に加え、そのあとに挑戦する紳助のタイムを上回れば10点加算。

2011年4月13日「超クイズパレード2時間スペシャル」
- クイズ!人気者は誰だ?

藤本・山田・庄司の3人が渋谷109前に立ち、一般人に握手を求められるまでのタイムを競う。制限時間は10分。各チーム一番早かった人を予想し、的中すれば得点。
2011年5月4日放送分「超クイズパレード!2時間スペシャル」
- ちゃんと伝わるかな!?ことわざたとえクイズ

チームの成績1位が解答者、残りの人が出題者となる。お題として出されたことわざを別の言い方にして解答する。ただし、お題に入っている単語は使用できない（例として「豚に真珠」ならば「豚」と「真珠」は使用できない）。
チームの成績下位から1人ずつ開け、解った時点で解答、1人目で正解すれば40点、以下1枚開けるたびに5点ずつ獲得できる得点が減る（2人目:35点、3人目:30点…7人目10点）。解答権は2回で両方不正解ならば0点。
なお、3チーム目からはルール改正により紳助が各人の解答を見て解りにくいと思う解答から開ける。
2011年6月1日放送分「超クイズパレード!2時間スペシャル!」
- クイズ!人気者は誰だ?

クリス・田中・小島の3人が各々別の場所（クリスは西新宿、田中はお台場、小島は六本木）に出向き、道行く人に「財布を落としたためお金を貸してほしい」という形でお金を貸してもらう。各チーム1番お金を貸してもらえる人を予想し、正解で10点加算。なお、貸してくれたお金は直後にスタッフが返金している。
2011年9月28日放送分「卒業式2時間スペシャル」
- 2分間早押しクイズ

最終回SPのオープニングで実施。
各チームのペーパーテスト上位から順番に2分間でどれだけ多くの問題に正解できるかを競う。1問正解につき5点加算。
元々はレギュラー放送で新コーナーとして行われる予定だったが、紳助の引退による番組終了に従い、この1回限りとなった。

## 合宿SPで行われたクイズ・コーナー
2007年9月26日「沖縄合宿3時間SP」
今回は初回だったため物価が通常よりも厳しく設定（バイキングの水やお茶も有料、おにぎり2ヘキサゴンなど）された。
- おこづかい獲得!24人で早押し早抜けクイズ
一斉早押し!早抜けクイズの要領で、抜けた順番によって持ちヘキサゴン紙幣が決定する。
- 昼食決め!早抜けビーチ穴掘りクイズ
ビーチに埋められたカプセルを掘り起こして、正解した順番に昼食のメニューが決まる（上位8位はバイキング、中位8人はソーキそば、下位7人はカップ麺、最下位は食事抜き）。ただし「ハズレ」のカプセルもある。
- 夕食決め!お絵かきクイズ
出演者全員がお絵かきをして描いた絵をスペシャルゲストの石坂浩二が鑑定、下位8人はカップ麺でそのうち1人は食事抜き、上位8人はバイキングでさらに1位にはボーナス10ヘキサゴン。選ばれなかった8人はソーキそば。
- 宿泊決めクイズ
ここから参加する3名が各チームに1人ずつ合流する。その3人が代表解答者となり、5問先取の早押しクイズに挑戦し、最後に残った代表者のチームが野宿（ヘキサゴン通貨を支払えばホテルに泊まることができるが、野宿でもテント代を払わなければいけない）。
- 朝食決め!真夜中クイズ
真夜中に2択のクイズを出し、正解で朝食がバイキング・不正解で食パン1枚のみとなる。
- 昼食決め!ウェイクボードクイズ
4人がウェークボードに挑戦し、誰が3回までで立つことができるかを予想し、的中・ハズレでメニューが決まる。
- 告白順決め!一斉早押しクイズ
男性陣が早押しでクイズに答え、正解した順に女性陣の内の1人に告白し、成立した場合は沖縄美ら海水族館でデートできる（ただし、『単に水族館に行きたい』などといった理由での成立を防ぐため、デート中はずっと手を繋ぐ事が条件付けられた）。

2008年2月20日「冬の京都3時間SP」
- 冬の京都行き先決め18人一斉早押しクイズ
一斉早押しクイズの要領で、抜けた順番に「特選冬懐石を堪能する旅（定員3名）」、「京都じっくり名所を味わう旅（定員3名）」、「冬の京都巡りの旅（定員9名で、A班、B班、C班の3名3チームに分割）」、「京都フリープランの旅（定員3名）」の中から行きたいコースを1つ選択できることになっている[注 56]。
特選冬懐石を堪能する旅は、リムジンとシャンパン付で下鴨茶寮にて懐石料理を堪能するのだが、実はドッキリ（生のゴボウやザリガニを食べさせる）企画だった。
京都じっくり名所を味わう旅は、後述の冬の京都巡りの旅のチェックポイントの番人の役割を果たす。なお、この上記2つの旅の参加者は無条件で夕食を全て食べることができる。
冬の京都巡りの旅は、3人1班で、あるお題に基づいた京都の名所を3つ巡るという形式の旅。道中で一般人に道を尋ねることができるが、尋ねるたびに回答にかかわらず夕食のおかずが取り上げとなる。なお、取り上げられるおかずは京都について詳しいと思われる人ほど豪華となっている。チェックポイントには「京都じっくり名所を味わう旅」のメンバーが1人ずつ待機している。6時までに目的地にたどり着ければ残った夕食を食べることができる。また、夕食のおかずカードは最後の関門である弓矢的当ての矢の購入にも必要であり（豪華な物ほど多く購入できる）、全てのおかずを失わずにゴールすることは不可能だった。
京都フリープランの旅は、3人別々に奈良県のとある場所に置き去りにされ、そこから自力で京都にある目的地へと目指すものである。なお、3人には京都の地図と小遣い5000円、鹿せんべいが支給され、食費や交通費はこの中でやりくりしなければならない。また、人に道を尋ねることは禁止されている[注 57]。6時までに目的地にたどり着ければ夕食を全て食べることができる[注 58]。
旅の途中でたくさんの方々に助けてもらったため、後日、そのシーンをまとめた総集編が放送された。
- ペーパーテスト
上記の予選ペーパーテストと同じだが、通常と異なり問題数は30問となった。その中から下位5名の内、2名を抽選で選び深夜に「補習（実は恐怖のドッキリ企画）」が行われる[注 59]。

2008年3月5日「冬の京都SP延長戦」
- 木魚早押し!リレークイズ
基本は行列早抜け!リレークイズと同じだが、スタジオではなく法輪寺を使い、早押しボタンも木魚ボタンとなった。不正解の場合、住職から警策で叩かれる。上地はテストを受けられなかったため、最下位扱いとなった。

2008年9月17日「南紀白浜合宿3時間SP」
- おこづかい獲得!20人で早押し早抜けクイズ
上記の一斉早押し!早抜けクイズの要領で、抜けた順番に合宿での所持金（ヘキサゴン通貨）が決定する。ただし通常と異なりテストを受けていないため席順は街角予想の順位になる。また、初日はラクダとカッパ(クリスと山根)、スザンヌと上地は「これ何ですか? の旅」のため、別移動。
- 砂浜チーム分け!カルタクイズ
ビーチにばらまかれた「ひらがなカード」の中から答えの頭文字を拾い（奪い取りも可）、解答席に向かい問題の正解を答え、正解した順にチームを決める。通常のチーム分けとは異なりチームは1チーム4人の全4チーム。
- 食材取り!早押しクイズ
上記の「カルタクイズ」でチームが決まった後、海釣り、川釣りに行く者を1人ずつ決める。その後に残りの各チームの2人が解答者としてこのクイズをやることが発表される。なお、このクイズをやることが発表された後に海釣り、川釣りに行く人を変更することはできない。そして助っ人4人（小林はるか、麻木、大沢、misono）の中から1人選び、助っ人は25枚の食材パネルの中から好きな食材を選び、それに応じた問題が出題され解答者が答えたらその食材を手に入れることができる（違うチームの助っ人が選んだ問題でも、答えが正解だったら他のチームが手に入れられる）。ただし、1つの問題に対し、全チームが不正解の場合は対象の食材が没収される。また、1チームのみが食材を取りすぎたため延長戦としてさらに7品が追加された。
- 宿泊決め!料理バトル
上記のクイズで獲得した食材を使い料理し、紳助が試食。その中でおいしかった順番を発表し最下位のチームは野宿となる（同じチームの海釣り及び川釣りに行った人も同様。ただし罰金10ヘキサゴンを払えば宿泊可能）。
- 告白順決め!早押しクイズ
ルールは沖縄合宿同様。今回は特別に田中に告白された女性は絶対断ることができず、クリスは最後にカップルになった男性陣の中から1人選び、その女性から男性を横取りできるようになっている（これも絶対に断れない）というルールが制定された。
- その他として、「これ何ですか？の旅」「ヘキサゴンマル秘どっきり報告」「ベストカップル当てクイズ」が実施された。

2009年3月25日「宮古島合宿3時間SP」
今回の合宿はアラジンの6人以外は実費となっており、他のメンバーは10万円コースと14万円コースの2種類が用意される。10万円コースで「同行ツアーメンバー」という扱いのもと13ヘキサゴンが支給され、限られたゲームにしか参加できないが、14万円コースで後述のすべてのゲームに参加できる。なお里田はスケジュールの都合上最初から参加できなかったため、彼女が到着するまでは代理として同行ツアーメンバーの大沢がゲームに参加した。
- おこづかい獲得!21人一斉早押しクイズ
これまで同様、早押しクイズで抜けた順番に所持金が決定する。また、2009年3月11日放送分の回で行われた脳解明クイズにて優秀な成績を上げた木下・スザンヌ・misono・野久保・元木にはボーナスヘキサゴンが与えられた。
- 昼食決め!カルタクイズ
南紀白浜合宿と同じルールで、昼食のランクが決定。上位7人が豪華バイキング、その次の7人が宮古そば、下位7人がヤギ汁となる。
- 夕食決め!野球大会
紳助と同行ツアーの男性メンバーを含めた男性メンバーが、上地雄輔チームと野久保直樹チームに分かれての野球対決。上地と野久保がメンバーの練習を見た後ドラフトでチームを決定。女性陣は勝利チームを予想して応援。勝利チームは豪華バイキング、負ければヤギ汁だが、5ヘキサゴンでグレードアップ。またヒットを打てばご褒美として夕食に飲み物がプラス（ヒットでさんぴん茶、ツーベースでビール、ホームランで飲み放題）、守備のファインプレーで2ヘキサゴンのボーナス、エラーで1ヘキサゴン没収のペナルティが科せられる。
- 宿泊決め早押しクイズ
3チームが麻木、西川、友利新の中から1人を選び、3人が早押しクイズに答え3問先取で勝ち抜け（その際3人にも順位に応じたヘキサゴン通貨が渡されて、その後の合宿に参加）、最下位が野宿となるが、5ヘキサゴンでグレードアップ。なお、藤本とクリスはこの時点でヘキサゴンが払えず野宿が決定したが、紳助の判断により藤本が30分間クリスを腕枕するという条件で相部屋が提供された。このゲームの直後に遅れた里田が合流した。
- 朝食決め!真夜中クイズ!
沖縄合宿とルールは同じで中村と原西が部屋を巡り、起き抜けに2択問題を出題。正解で豪華バイキング、不正解で食パン1枚。5ヘキサゴンでグレードアップ。なお、前日相部屋に止まった藤本とクリスは、ホテルが用意した特製朝食を提供された。朝食後、スケジュールの都合により野久保が早退した。
- 昼食決め!ヨーイドンゴルフ
各チーム男女の代表者1人がペアとなり、交互に打って3ホールを回り終わるのに掛かった時間と打数から割り出したポイントの合計で競う。ポイントの割り出し方は、分部分は1分につき1ポイント、秒部分は1秒につき0.01ポイントで、打数は1打につき1ポイント。OBペナルティはなし。MCチーム（同行ツアーメンバーはMCチーム扱いかつゲームの進行役）よりポイントが低ければ勝ち。勝てば豪華バイキング、負ければヤギ汁だが、5ヘキサゴンでグレードアップ。
- 告白順決め!一斉早押しクイズ
ここは同行ツアーメンバーも参加。過去の合宿と同じルールだがデート出来るのは紳助が選んだ限定3組（選ばれなかったら、当然デートは出来ない）、クリスは男性側となった。また、チャンスカードが当たった田中が再び拒否権なしの権利を得た。

2009年9月30日「熱海合宿3時間SP」
今回の合宿ではヘキサゴン通貨がなく、クイズの順位によって食事・宿泊のランクが大きく左右される。またペーパーテストワースト3の山田、元木、辻は「わたしはだぁ〜れ?」のロケのため、初日は別行動となった。
- 昼食決め!浮島早押しクイズ
各チームの第1・2解答者の3人という順番で早押しクイズに答える。問題が読まれた後、海に浮かんでいる不安定な浮島を渡った先に設置してある早押しボタンを押して解答する。海に落ちた場合はそこからコースに戻って再び渡る。正解で10点。全組み合わせの合計点数で競う。1位は豪華日本料理、2位は岩のりラーメン、3位は干物のみ。
- 夕食決め!シーカヤックレース
各チーム代表2人と紳助・中村の司会者ペアの4チームが、シーカヤックレースをする。途中で放水・パン食い競走の障害物があり、それをクリアしてゴールを目指す。1位・2位は豪華食べ放題、3位・4位は干物のみ。さらに司会チーム以外の3チームで延長戦も実施。1回戦が干物だったチームは1位で食べ放題にアップ、食べ放題だったチームは3位で干物にダウンする。
- 宿泊決め早押しクイズ
各チームの下位2人の解答者が早押しクイズに答える。その際ボックスの中に入り、正解者以外の（正解者が出なかった場合は全員の）解答者のボックスに発泡スチロールが入れられる。解答者は早押しボタンとギブアップボタンを持っており、限界の場合はギブアップボタンを押してクイズを放棄することが出来る。3ポイント先取で勝ち抜け。2回戦行い、上位2チームがホテルの部屋に宿泊、最下位はクイズ会場で雑魚寝。このクイズでFUJIWARAの2人が仕事のために一時離脱し、ラサールと里田が合流した。
- 昼食決め!ドッジボールクイズ
各チーム内野5人・外野3人で昼食決めのために砂浜で行われ、1位は豪華バイキング・2位はラーメン・3位は干物のみ。ルールは「過去のクイズコーナー」を参照。このクイズから岡田と波田が参加した。
- 告白順決め!一斉早押しクイズ
これまでとルールは同じ。今回は、26時間テレビでイカダマラソンを頑張ったご褒美として「告白ワイルドカード」（女性陣が告白を拒否出来ない権）は山根に与えられた。スベラーズの3人（岡田、小島、波田）は漂流企画のため、参加していない。

2010年3月31日「沖縄合宿4.5時間SP」
各種目1位30点、2位20点、3位10点（ただし、アナウンスクイズは正解数×10点が加算）
- おこづかい獲得!27人一斉早押しクイズ
ルールは今までと同様。さらに運動会のやり投げで17m台を記録した波田とチーム対抗リレーで優勝したメンバー（木下・南・神戸・ラサール・原西・つるの・品川・親太朗）は10ヘキサゴン、やり投げとリレーのどちらも記録を残した上地は20ヘキサゴンのボーナスを受け取った[注 60]。なお、リレー分のヘキサゴン紙幣は配布されていなかった（当該収録でアンカーであり10人分100ヘキサゴンを受け取っていたはずの親太朗が忘れていた模様）。
- 昼食決め!ご指名クイズ
上記のご指名クイズとルールは同じだが、最後に代表者が解答するルールが省かれ、指名される解答者が代表者に目配せをした場合や、答えを教えた場合は1ヘキサゴン没収（そのため、視線をそらす者が出たため、これを見かねた紳助が代表者を見るようにとルール変更をした）。先に8人抜けたチームが豪華バイキング、2位のチームはカップ麺のソーキそば、最下位チームは食事抜き。ただし5ヘキサゴンの支払いで1ランクアップ。なお、本来は合宿恒例カルタクイズの予定だったが、沖縄を襲った寒波と暴風雨により中止となった。
- 夕食決め!アナウンスクイズ
上記のアナウンスクイズとルールは同じ。ただし、今回は最下位ではなく3つから選んだボックスに入っていた人（ラサール、ダンディ、平仲明信）がアナウンスを行う。1位のチームはバイキング。2位はカップ麺、最下位は食事抜き。
- 宿泊決め!リレークイズ
ルールは通常のリレークイズと同じ。先に抜けた2チームはホテルで宿泊、負けたチームはクイズ会場で雑魚寝。ただし5ヘキサゴンでアップグレードできるほか、ホテルから雑魚寝のダウングレードで15ヘキサゴンがキャッシュバックされる。また、先の運動会で「クリスと一泊」を当てた品川とクリスは海岸に設置されたテントで寝た。
- 昼食決めサバイバルゴルフ
参加者は各チーム男性代表者3人と紳助の10人。各ホール成績最下位の者が失格していき、1人になるまで行い、その結果で昼食が決定する。最後まで残ったプレイヤーがいるチームはバイキングで、残りはカップ麺。ただしこれは仮の結果で、後述のアスレチッククイズで最終結果が決まる。
なお、各ホールごとに特別ルールが定められている。また、この日も暴風雨の中でのプレイとなった。
第1ホール：8打以内にグリーンオンできなかったらその場で失格。さらに成績最下位者失格ルールも8打以内にグリーンオンできたプレイヤーの中だけで適用される。
第2ホール：グリーンに乗せるまで7番アイアンのみ使用。それ以外は使用不可。
第3ホール：外国語（ラサールも含む）を言うと1単語につき1打ペナルティ。
第4ホール：タ行の文字（促音、ダ行も含む）を言うと1文字につき1打のペナルティ。
第5ホール：グリーンオンさせる際、手で投げ入れないといけない。クラブでグリーンオンさせるか、手でグリーンオンさせられなかったらやり直し。
- 絶叫!アスレチッククイズ
参加者は各チーム女性代表者3人。ロープリフトにつかまり疾走する途中で見える物（地図記号、漢字表記の国名、記号）を答える。1位と2位のチームは上記のサバイバルゴルフで決まった昼食をとることができるが、最下位のチームは昼食抜き。ただし、アップグレードは可能である。
- 告白順決め!一斉早押しクイズ
宮古島、熱海合宿とルールは同じ。しかし、今回はクイズでは元木・神戸しかカップルが成立しなかったため、急遽「夢を叶えてあげよう」ということで今回のデートを最後にその人のことは諦めることを条件に、ラサールは今までずっと告白したものの玉砕し続けた里田と、misonoは常々デートしたいと言い続けていたつるのと最初で最後のデートをさせてもらえることとなった（なお、これによってクイズで成立した元木と神戸のデートは無しとなった）。紳助を含むその他のメンバーは、「親太朗の実家で沖縄そばを食べるグループ」「海ぶどうを収穫するグループ」「物件を探すグループ」の3組に分かれて行動した。
- 優勝チーム決定早抜けリレークイズ
宿泊決めのとき同様リレークイズを行い、これまでの合計得点が最も高いチームが優勝商品として高級牛肉を獲得できる。

このほか各種ドッキリ（山根の「巨乳ジジイ」、女性陣と藤本への心霊ドッキリ、田中へのヤクザドッキリ）、野球大会が行なわれた。また、この放送がヘキサゴン最長放送時間となった。
2010年10月6日放送「秋の3時間SP」
- サーターアンダギー海外プロモーション合宿
タイ・カンボジアに3人で渡り8日間・スタッフ無しでプロモーション活動を行う合宿。荷物・財布・携帯を全て没収（各自希望の物を1つだけ持ち込み可能）され、必要最低限の荷物と所持金を渡された上で、紳助からの指令に従いながらタイでのプローモーションライブを行う。
- 無人島サバイバル合宿
品川とスベラーズのシングルがノルマのオリコン10位に達しなかったため、そのペナルティとして淡路島近海の無人島で品川庄司チームVSスベラーズチームの対決方式の2泊3日の合宿を行う。
- ヘキサゴンファミリーミニドラマ合宿
沖縄を舞台にしたミニドラマを作るためにスザンヌ・山根を監督に据えてドラマ撮影を行う。スザンヌ組は沖縄の黒島で、山根組は予算の都合上お台場で撮影を行う。
- ドラマ組分け早押しクイズ
通常の18人一斉早押しクイズと同じ。（サーターアンダギー・品川庄司・スベラーズ・スザンヌ・山根は免除）26時間テレビの番組決めクイズ同様番号を指定して、出た組のドラマ撮影に加わる。また、当たりが2つ入っており、それを引いた場合は紳助と特別コース（淡路島でのバカンス）となる。